# 闇芝居
『闇芝居』（やみしばい）は、都市伝説を題材としたILCAが制作した日本の5分枠のショートアニメ。2013年7月から9月まで一期をテレビ東京ほかで放送、その後再放送を繰り返し定期的に続編が放送されている。

## 概要
昭和の紙芝居風に語る日本にある都市伝説的なストーリーの大人向け短編アニメ。2013年8月20日の6話分再放送では『闇芝居（災）』のタイトルで放送。また、公式サイトでも噂（短編小説）が随時更新されており、番組と連動した都市伝説キャラを捕獲するスマートフォン向けアプリが配信されている。第1話放送後の検索ランキングで検索ワード1位になるほど注目を集めている。
昭和感のノリでありながら紙芝居的なCG合成を使った作品として、ILCA所属のクリエイター高嶋友也が作った「闇芝居」という企画から始まる。当初は紙芝居風で、クレヨンで描いたような雑なタッチを目指していたが、ILCAがテレビを始めアニメやゲームなど幅広い作品を手がけていることから毎回異なった作風に仕上がったという。
四期では、一部実写映像を取り入れているが、これは監督が以前ホラーゲームを作ったことが起因となっており、そのため随所に違ったテイスト、ゲーム的手法も取り入れられたりした。また監督いわく「ホラーゲームに携わった時の手法をどれだけ再現できるかなっていうのも自分の中に一つありますね」とのこと。
2014年7月から9月まで二期を放送し、2015年11月に三期の製作が発表され、2016年1月より放送開始し、2017年1月から四期が放送され、2017年7月から五期を放送し、2018年7月から六期が放送され、2019年7月から七期を放送し、2021年1月から八期が放送され、2021年7月から九期を放送し、2022年1月から十期を放送し、2023年7月から「再」をテーマとした十一期が放送され、2024年1月からルールにまつわる都市伝説を描く十二期が放送され、2024年7月から「懐古」をテーマとした十三期が放送され、2025年1月から「欲」をテーマとした十四期が放送中。
また、2021年8月14日より配信オリジナルの縦型アニメを「特別編」として番組HPにて公開され、更にその1年後の2022年10月10日にも再び配信オリジナルの縦型アニメが制作され、Youtube公式チャンネルで公開された。
2016年7月2日には、期間限定のカフェ・ショップ「闇芝居小屋」が開催された。
2023年4月に公式SNSアカウントが開設され、7月には十一期放送を記念して、ヴィレッジヴァンガードとのコラボ商品が販売された。
2020年7月からはスピンオフ作品として「忍者コレクション」が放送されている。

## 主な都市伝説キャラ

### 一期関連
お面
紙芝居屋が被る翁に似た面。
お札女
第1話「お札女」に登場。
霊のたまり場近くに住み札で霊を封じている女。外見が怖すぎて霊とよく勘違いされるが、几帳面でお札を貼る角度にも拘る。
ちゃおホラーフラワーコミックスにも登場している。
惨拝する霊達
第2話「参拝」に登場。
病院で患者を見張っている霊。治療も施されずに死んだ患者たちの霊で、医者や村民には見えず、退院を祝って「万歳」をしているように見えるが、大きく両手を上げる「万歳」とは対照的に大きく両手を下げるのが特徴で、「惨拝」をされた者は数日以内に死ぬ。
笑鎮めの一族
第3話「家訓」に登場。
笑い狂うことで自分たちを守ることができると信じている一族。“あいつ”と呼ぶ存在を恐れ、“あいつ”に魅入られた者は死ぬ。正気を失い笑い死んだ者も多く、笑いながら親族を生贄に捧げていた歴史もある。
ちゃおホラーフラワーコミックスにも登場している。
コピー機少女
第4話「かみ」に登場。
深夜の学校に現れる少女の霊。深夜のチャイムを合図に現れ、コピー機の印刷物に長い髪が写り込む。顔は恐ろしいが実は無邪気で、コピー機に入れると知ったときは自分でも驚いた。
異階への案内人
第5話「異階」に登場。
異階に誘うエレベーターガール。その正体はマネキンで、死者もしくは運悪く迷い込んだ者を霊階（時には天国）に運ぶ存在で、その顔を見た者はいない。
ちゃおホラーフラワーコミックスにも登場している。
肉塊
第6話「網棚」に登場。
人身事故が起こった電車内に現れる肉塊。生前の姿も思い出せず異様な姿となり、魅入られた者だけしか見えず「イタイ…イタイ…」と呻く。実は唾を吐きかけるのは機嫌が良い時。
廃病院の霊
第7話「矛盾」に登場。
廃病院に来た者に憑依する霊。生前に病室に監禁された女性の霊で、憑依先を代え人格を乗っ取る。孤独が長かったため人混みが好き。
傘神様
声 - 高嶋友也
第8話「傘神様」に登場。
傘をくわえた老婆の霊。別名、傘噛み様。「キシィィィ…」という声のようなものは実は傘を噛む音で、その傘を渡す前に失った子を探し続けている。
実は制作工程では第一話予定でVコンテ版ではオチが違う。また初期には闇芝居おじさんもいなかった。
祟られた宮司
第9話「祟られ」に登場。
お払いに失敗し祟られた宮司。一目で霊の強さを見抜き己の死ぬ姿さえ見えていたが、体中に浮かんだ手形に絞め殺された。
トイレで待つ男
第10話「月」に登場。
和式便所の中に住む男の霊。便器に落ちる子供を待っており、這い出てくることもある。昔、トイレに落ちた子供だとも言われ、お尻の形で人を見分ける。
巨大化した少年
第11話「ビデオ」に登場。
巨大な男に憑依された少年。体長3m近くまで巨大化したが、知能は低下し自分に起こっている変化には気がつかない。
トモナリクン
第12話「トモナリクン」に登場。
地面や壁に子供の姿で浮かび上がる染み。子供たちからは友達のように慕われるが、好かれた者をシミに引き摺り込むため、遊ぶ約束をしてはいけない。見られていないときは高速移動する。
ちゃおホラーフラワーコミックスにも登場している。
蠢く太一
第13話「疼憑き」に登場。
憑き物をみたため正気を失った少年。何者も祓う事はできず、恍惚にも似た気分で踊っているような異様な動きをし、その目の奥を見ると伝染する。
死風船
一・二期公式サイト「死風船」に登場。
死期と死因を予告するアドバルーン。死の瞬間が近づくと巨大に膨らみ破裂した瞬間に死が訪れるが、本人以外には普通のアドバルーンにしか見えない。
すき魔
一・二期公式サイト「隙間」に登場。
電車のシートの隙間に引きずり込む霊。会社や学校に行きたくない者を選び肉体を食われ、魂は車内を彷徨い続けるが、引き摺り込まれる姿はほかの乗客には見えない。
ロッカーの中の人
一・二期公式サイト「ロッカーの中」に登場。
学校のロッカーに潜む霊。生徒たちを見つめ、放課後に一人教室に残った生徒を狙い、ロッカーを開けてしまった人と入れ替わり、入れ替わった人間は二度と外には出られない。
鏡子
一・二期公式サイト「鏡子」に登場。
カーブミラーから通行人を見つめる少女。気を引くために不気味な踊りをしていることもあり、彼女に目を奪われるとハンドル操作を誤る。稀にルームミラーにも写り込む。
黒焦げ人形
一・二期公式サイト「黒焦げ人形」に登場。
目が合った者についていく呪いの人形。何度捨てても戻ってきてしまい、魅入られたものの身体に歯型をつけ、睡眠中の人を操り家に火をつける。
逆様（さかさま）
一・二期公式サイト「逆様」に登場。
天井に逆さに張り付き覗き見をする老婆。咀嚼音を鳴らし線香の臭いがし、見つかるとゴキブリ並のスピードで逃げる。
犬の中の中年男
一・二期公式サイト「犬」に登場。
口の中に中年男の顔を持つ犬。舐めるのは一見犬の舌のようで実は中年男の舌。後足で立つと着ぐるみのように見えるが、寝ている時は普通の犬に見える。
濡れ子
一・二期公式サイト「濡れ子」に登場。
晴れた日に現れる赤い雨合羽の少年の霊。黄色い傘を持った母親の前に現れ、反転した顔を見た者はいない。傘神の息子とも言われる。雨がっぱのフードの顔が出ているはずの場所からは短髪の後頭部が見えていて、頭部が首からねじれ、真後ろに反転している。口にあたる部分は呼吸をしているかのように濡れたビニールが吸いつき、それが「ペコッ…ペコッ」と音を発している。
砂っ小僧
一・二期公式サイト「トンネル」に登場。
砂場に潜む子供の霊。砂山のトンネルに友達以外の冷たい手が現れトンネルに入れた手を掴み、慌てて手を抜こうとすると砂に引き摺り込まれる。
かくれぼうや
物陰に隠れる巨大な子供の霊。身体の大きさの割には狭い場所を好み、人を怖がり見つかるとビックリして消える。見た者は過去に無くした物が出てくることも。
死相（シーソー）
乗ったものの魂の重さを量るシーソー。「ギッタンバッタン」という声を出すシーソーを動かす男が見えた者は死期が近く、シーソーには残りの寿命が短いほうが持ち上げる。
泥喰いジジイ
夜の畑で泥をむさぼる老人の霊。姿を見た者は無理やり泥を食わせられ、通った後にはミミズの群れが出現するが、現れたその畑はその年は豊作になる。
臭集女
ダストシュートの中を昇り降りする女の霊。時折投入口から顔を出し、心の汚れた人間を連れ去る。
変色ポスト
丑三つ時に現れるポスト。現れた時で色は変わり、紫色の時の手紙を受け取ると呪われ、灰色の時の手紙を読むと気が狂う。
引かれ姫
人を操り自分を引きずらせる女の霊。孤独を抱えた男性の元に現れ、操られると美女と手を繋いだ夢を見る。
しかみ地蔵
身勝手な頼みをする者に罰を与える地蔵。地蔵がいつもより1体増え「んー」と唸り声を上げており、背を向けた途端に石段から突き落とす。
半猫
「普通の猫のようだが驚くと体が真っ二つに割れる猫。食べてもすぐ漏れるためいつも空腹で、剥き出しの側を見られると照れる。闇芝居アプリのマスコットキャクターでもある。

### 二期関連
てるてる坊主
一・二期公式サイト「てるてる坊主」に登場。
絵伝い
一・二期公式サイト「隣の子」に登場。
人の手カラス
一・二期公式サイト「視線」に登場。
古箪笥
一・二期公式サイト「かんかん様」に登場。
ブラン子
一・二期公式サイト「ブランコ」に登場。
障子女
一・二期公式サイト「障子の穴」に登場。
押し入れ女
一・二期公式サイト「押し入れ」に登場。
隙間人間
一・二期公式サイト「トランクの中」に登場。
壺猫
一・二期公式サイト「老婆と猫」に登場。
999羽鶴
一・二期公式サイト「鶴」に登場。
憎魚（ぞうお）
一・二期公式サイト「肉瘤」に登場。
タロちゃん
声 - 平野良
第1話「タロちゃん」に登場。十一期の第1話にも再登場。
木札で封印されている腹話術人形で、その札を取ってしまうと、一人で勝手に自分の意思で動いてしまい、入れた手が抜けなくなる。11期では子供がその人形を使った場合は、完全に意思が乗っ取られてしまう事が判明した。
マトリョーシカ
第3話「中身」に登場。
このマトリョーシカの中身を見てしまうと…。
壁女
第4話「壁女」に登場。
壁人間に憑依された女で、四つん這いで壁を移動する。
人形の入ったコインロッカー
第5話「ロッカー」に登場。
日本人形。このロッカーに人の写真を入れると、そこに写った人物の体を丸めてロッカーに押し込んでしまう。
ちゃおホラーフラワーコミックスにも登場している。ここでは、「日本人形の入ったロッカーに消したい人間の写真を入れると、その人が本当に消えたみたいにいなくなる。しかし、そのロッカーを使った人も同じように消えてしまう」という噂が立っている。
ガチャ
第7話「ガチャ」に登場。
駄菓子屋に置かれたカプセルトイの販売機で、回した者にとって懐かしい思い出が玩具となって出てくる。コイン投入口に書かれた数字は日本の通貨である「円」ではなく「年」で、回す度にその数字と同じだけの寿命を使い、あまりの懐かしさに我を忘れて回し続けて老衰で死に至る。
おみにえさん
第9話「おみにえさん」に登場。
村の人間全てが異常なまでに虜にされている、精がつくらしい謎の料理。手づかみで食べる。
見た目は紫色の肉の塊のようで、知らない人は嫌悪感などからとても食べられないが、一度口にしてしまうと同じように虜にされてしまう。虜にされた人もこれを食べていないときは普通の人のまま。
髑髏人間
第11話「拾い業」に登場。
全身が白骨化している人間。他人の成功を横取りする人間を自分達の世界へ連れていく。
死告げ人
纏蛾
ミッカアケビ
郵便受け女
ケン魂
噂玉
おいてかれ

### 三期関連
ヒトクラゲ
人の顔と同じ模様をしたクラゲの都市伝説。
自分の顔と同じ模様をしている。
やぶ毛
毛が蚊になっている男の都市伝説。
腕に止まった蚊が、血をいくら吸っても離れず、よく見ると、蚊の尻から細い糸が伸びている。
溶け女
体が溶けている女の都市伝説。
第1話「貸して」、第13話「絵」に登場。第1話では、銭湯にきた男性から石鹸やおけを「借りた」だけだったが、最後は貸してくれた男性そのものを「借りた」。
常に体が溶けていくので、人間から体のパーツを「借りて」生きているらしい。
百八つ目達磨
目が百八つもある達磨の都市伝説。
15秒CM＜イチ＞に登場。
百七つまで願いを叶えてくれる。
出る出る坊主
首が横に曲がり、顔が不気味に笑っているてるてる坊主の都市伝説。
15秒CM＜イチ＞に登場。
人の悲しみを晴らしてくれるが、その分頭部が大きくなる。
餅頭
頭が餅になっている男の都市伝説。
性格が良く普段はにこにこしているが、嘘をついたり裏切ったりすると、怒りで頭が膨らむ。
焼き芋虫
芋虫の形をした焼き芋の都市伝説。
食べた人に寄生し、寄生された人は自ら土に潜って新たな焼き芋虫の肥料になる。
人面蟲
翅のところに顔が浮かびあがっているカブトムシの都市伝説。
死期が近い人の顔を背中に形作り、幸せな人生なら笑顔、未練があると泣き顔になるらしい。
電球男
電球に顔がある都市伝説。
古いアパートに棲み、そこに住む貧乏な人の心を明るく照らす。しかし、自分から明るくなろうとする行為は許さないらしい。
起き上がらないこぼし
目が5つあり、全体が白と青色の起き上がりこぼしの都市伝説。
倒れたとき、その顔の先にいた人に不幸が訪れる。何度倒してもその人の方にしか倒れない。
頭グモ
足が人の頭になっているクモの都市伝説。
第2話「トンネル」、第13話「絵」、「西の方のトンネル」に登場。第2話では、ガス欠になった車にいた2人の男を食べ、次にガス欠になった車にいた男も食べた。
トンネルに入ってきた人を食べ、食べられた人の顔が足に浮かび上がる。その正体は昔、災害で消えた村の住人らしい。
頭テントウ
翅の模様が人の顔になっているテントウ虫の都市伝説。
第2話「トンネル」、「西の方のトンネル」に登場、頭グモと同じトンネルにいた。
その正体もまた、頭グモと同じく、災害で消えた村の住人らしい。
頭ミミズ
頭が人の顔になっているミミズの都市伝説。
第2話「トンネル」、「西の方のトンネル」に登場。
その正体もまた、災害で消えた村の住人らしい。
頭ムカデ
胴体が人の頭になっているムカデの都市伝説。
第2話「トンネル」、「西の方のトンネル」に登場。
その正体もまた、災害で消えた村の住人らしい。
肉団子虫
第2話「トンネル」に登場。人で出来た肉のダンゴムシの都市伝説。
新たな肉を求めて球状になり、転がり彷徨う姿を見ると、肉団子虫の体の一部となってしまう。
三期公式サイトに載っている話の中にも、それらしき都市伝説が出ている。
耳毛飛び
耳毛が多く伸びた人間の顔だけの都市伝説。
人の話を聞かずに自分勝手な振る舞いを続けていると、耳毛が詰まり、首がちぎれて飛んでいってしまう。
侵癇賤呼魂（しんかんせん　こだま）
人を恨んで死んだ人の手によって運ばれ、恨みを買った者の魂を乗せて「アチラ」に連れて行く。
ドブネズミ女
巨大なネズミの姿をした女の都市伝説。
第3話「ねずみ」、第13話「絵」に登場。第3話において、アパートの部屋に夫と引っ越してきた妻はネズミが嫌いで、ネズミのことをやけに気にしていた上に指を噛まれ、夫にすぐネズミがいる生活に馴れると言われ、夫が出張に出た際にネズミに「馴れる馴れる馴れる」と強く思っている内に、ネズミに「成れて」しまったらしく、夫が出張から帰ってきた時、妻の姿を見て絶叫した。
オイデオイデ標識
標識の大人の絵の方が、手を伸ばしている都市伝説。
15秒CM＜イチ＞に登場。
路上に立ち、アチラの世界へ誘うが、「イカナイヨ、イカナイヨ。」と言うと助かるらしい。
三期公式サイト「お家へ帰ろう」に出ている。
アチラのゲーム
ゲーム機から手が飛び出している都市伝説。
ゲーム画面から手を伸ばして顔面を掴み、掴まれた人は気付かず永遠にゲームをし続けるらしい。
三期公式サイトに載っている話の中にそれらしき都市伝説が出ている。
レコードばばあ
レコードに老婆の顔がある都市伝説。
顔のシワに針を当て、アチラの歌を奏でる。
三期の公式サイトのBGMのON/OFFの切り替えのボタンがレコードばばあである。
亡リング
ボウリングの球の指を入れる部分に、目と口がある都市伝説。
指に噛み付き、体液を全て入れ替え、体を乗っ取る。入れ替わった元人間は次の体を待っているらしい。
肉飛行機
巨大な飛行機の形をした肉の塊に、大きな顔と小さな手足が付いている都市伝説。
頭上から見ていて、気に入った人を喰らい肉に変え、飛び続けるらしい。
リソウノヒト
目、鼻、口がそれぞれ無い男の都市伝説。
女性が口にする理想通りの顔のパーツで女性を誘う。それ以外には、何も無いことを知らずに。
野球草
ボールとグローブを持った、足が草のようになっている都市伝説。
仲間外れにされた子供たちの悲しみを吸い、成長する。一緒に野球をすると、根に足を絡め取られるらしい。
わらう医師
口だけあるのっぺらぼうの医師の姿をした都市伝説。
第4話「にぎやかな病室」、第13話「絵」に登場。第4話では複数体存在し、ある病室で毎晩笑い声を発していて、病室を覗いてしまった男性を「手術」した。
病室を覗いてしまった人を笑いながら「手術」をし、また患者を「提供」すると、わらう医師がいる病院は繁栄するらしい。
人間回収車
第4話「にぎやかな病室」に登場。
百年人形
ドレスを着て、顔がしわくちゃになっている人形の都市伝説。
捨てられた人形で、拾った子供の生気を吸い、元の持ち主を見つけるまで生き続けるらしい。
運命の赤い人
赤い糸が巻き付き、ねじ曲がった顔だけがある都市伝説。
運命の赤い糸が見えても、けっしてその先を辿ってはいけない。
表裏文殊
脳が3つ剥き出しになっている老人の都市伝説。
自分の脳の上に、善人と悪人の脳を持ち、善人の人格の時にはあらゆる悩みを解決してくれるが、悪人が善人のふりをしている時もあるらしい。
脱皮人間
脱皮をする人間の都市伝説。
脱皮して何度も若返るが、脱皮前の記憶が無いらしい。
冥司会者
いつもサングラスをかけているが、それ全体が大きな目をした人間の都市伝説。
顔吊り
頭と足が8つだけあり、常に吊られた姿の都市伝説。
人の隠し事を全て見ていて、告げ口をするが、8人が伝言していくため、ありもしない話が付いてくるらしい。
縫合夫婦
半分が夫、半分が妻になって縫合されている夫婦の都市伝説。
第5話「剥製博物館」、第13話「絵」に登場。第5話では、剥製博物館で喧嘩していた夫婦がそこにいた動物たちの剥製によって、文字通り「縫合」されたことにより誕生した。
喧嘩をしていると現れ、仲直りさせるために縫合しようとする。夫婦を喧嘩させると助かるらしい。
剥製男
剥製の姿をした男の都市伝説。
第5話「剥製博物館」に登場し、剥製博物館で受付係をしていた。
誰かが自分の理想の人物になるように作った剥製。しかし、元の人間の意思とのひずみで歪み、醜い容姿になってしまったらしい。
ひとまわり
無数の人の顔がある向日葵の姿をした都市伝説。
15秒CM＜イチ＞に登場。
人の恨みを吸い成長する。種は恨みの持ち主と同じ容姿に成長し、恨みを晴らすまで生き続けるらしい。
ネコバーのママ
体は人間だが、頭は猫のようになっている都市伝説。
15秒CM＜イチ＞に登場。
人を猫に変えてしまう。街で見かける人懐っこい猫は、姿を変えられて助けを求めている人かもしれない。
ヘビばばあ
蛇の尾のところに老婆の顔がある都市伝説。
15秒CM＜イチ＞に登場。
人を丸飲みにする。飲んだ人の形に皮を張り、その人に成りすまし、姿を変えながら生活しているらしい。
うたうナメクジ
胴体は人間で頭はナメクジ、髪の毛もある都市伝説。
歌で子供を誘い、喰らうことで生きるが、本当は子供が好きで悲しみの涙を流し、塩で溶けてしまうらしい。
人魚人魚人
人の頭、魚の胴体、人の太もも、魚のふくらはぎ、人の足を持つ都市伝説。
ひとたけのこ
タケノコの皮に人の顔がある都市伝説。
このタケノコが生えている根元に…。
アチラの山車
亡者らしき者たちが担いでいる、大きな口を持った山車の都市伝説。
第6話「アチラの祭」、第13話「絵」に登場し、第6話では少女が「アチラ」の祭りに迷い込んだ時、最初に見てしまった。
「アチラにおいで」と言いながら、アチラの世界に人が迷い込んだお祝いのお祭りに現れる。目を合わせてしまうと、永久の行進に加えられてしまうらしい。
金魚男
頭は金魚、それ以外は人間の体になっている都市伝説。
第6話「アチラの祭」に登場し、少女が「コチラ」の祭りで会った金魚すくいのおじさんだと思って、声をかけてしまった。
人の上に乗り、その体が金魚すくいのポイのように破れるまで暴れ続けるらしい。
内臓菓子売り
内臓を糸状にして棒に巻き付けている男の都市伝説。
第6話「アチラの祭」に登場し、少女がわたあめ屋さんだと思って声をかけてしまった。
自分の内臓を糸状にして売り、それを一度食べてしまうとやめられなくって、永遠に食べ続けるらしい。
人面うなじ
人間のうなじに現れる、巨大な顔の都市伝説。
第6話「アチラの祭」に登場し「アチラ」の祭りに参加、この時浴衣を着ていた。
うなだれてばかりいる人のうなじに現れ、勝手に不満を喋り出すらしい。
人束
下半身は一人分だが、上半身には複数の人がいる男の都市伝説。
第6話「アチラの祭」に登場し、「アチラ」の祭りに参加していた。
お互いの顔色を窺いながら生きている。一人の怒りを買うと、他の人もそれに合わせて怒りだすらしい。
手脚三つ編み
手脚が三つ編みになって、セーラー服を着ている女の都市伝説。
第6話「アチラの祭」、15秒CM＜イチ＞に登場し、第6話では「アチラ」の祭りに参加、この時浴衣を着ていた。
お気に入りの三つ編みを切られ、三つ編みを探すために夜の学校を歩き回っているらしい。
ひげ歩き
髭が足のように動く、頭部だけの姿をした都市伝説。
第6話「アチラの祭」、15秒CM＜イチ＞に登場し、第6話では「アチラ」の祭りに参加していた。
人を威圧してばかりいると、寝ている時に頭部だけが歩き出し、頭を下げに行くらしい。
人間通し
トイレの中から、手が2本伸びている都市伝説。
いたずらが大好きで、便座に座った人の尻に手を突っ込み、口から突き出して遊ぶ。
うしろの女
頭がねじ曲がり、右手が豪腕になっている女の都市伝説。
第7話「うしろ」、第13話「絵」に登場。第7話では、初めはある男子生徒の夢の中に笑いながら現れている程度だったが、現実世界にも出現して…。
後ろから頭を掴まれ質問される。答えられないと少しずつ頭を回され、その都市伝説のようになってしまうのだが、第7話では質問は一切しなかった。
人取り豚
豚型の蚊取り線香のような都市伝説。
幻覚が見える煙で人をおびき寄せ、体内で燃やしてしまう。その幻覚とは、燃やされた人が描いていた理想の将来の画らしい。
はらわた引き出し
学校の教室にあるような机の中に、目が2つある都市伝説。
前に座った人の内臓を静かに引き出すが、引き出された人は眠っているように見えるらしい。
ろくろ鼻下
ろくろ首のように、鼻下が伸びている女の都市伝説。
何人もの使用人と男女の仲になり、主人に打ち首にされてしまった女中が、今でも鼻の下を伸ばして屋敷跡を彷徨っているらしい。
給喰
見た目は、給食に出てくるカレーのような都市伝説。
元は人間で、アチラの世界に連れて行かれ給食にされたが何とか逃げ出してきた。人の体に入ろうと彷徨っているらしい。
ヒトマキトカゲ
エリマキの部分が人の形のこぶになっているトカゲの都市伝説。
人を陥れてばかりいると、首に陥れられた人の形のこぶが出来て、ヒトマキトカゲになる。
首ならし
人の顔をしたマスクのようなものを、頭全体に被っている人間の都市伝説。
何を言っても首を鳴らして笑っているが、首の隙間から何かブツブツ言う声が聞こえてくる。
お迎え雛
巨大なお雛様の都市伝説。
第8話「お雛様」、第13話「絵」に登場。第8話では、ある廃屋に持ち主のいない雛壇があり、そこに肝試しに来た4人の内1人を「アチラ」に連れて行き、残った3人も…。
3月3日に廃屋に来た女性を雛壇の持ち主だと勘違いして「アチラ」に連れて行く。
竜の頭
ちょんまげの部分が龍のような形状をしている、巨大な武士の首の都市伝説。
かつて打ち首にされて沼に投げ捨てられた武士の首だけが、今もなお沼を彷徨っているらしい。
河童マスター
お皿の上に人らしき者を乗せている河童の都市伝説。
全ての河童の頂点に君臨する、とても性格が良いと言われている。
真っ赤電話
回転ダイヤル式で、受話器付近に口がある電話の都市伝説。
この電話に体の一部を食べさせると、電話がかかってきて、受話器からその人の本音が聞こえてくるらしい。
皮靴
履き口が人の顔をした革靴の都市伝説。
恨みを持ったまま亡くなった人の皮でできており、履いた人の足を操り、河や崖へ連れて行く。
腐痢魂（ふりこ）
額に戸のような物があり、白目をむいていて、舌がブラ〜ンと垂れ下がっている人間の都市伝説。
嘘ばかりついていると、舌が勝手に動き出して、脳が飛び出る。
メロディおじさん
眼が5つもあるおじさんの姿をした都市伝説。
音符の形の眼球を上下させ、出会った人の未来を奏でる。もし、白目をむかれたら…。
握手おじさん
夜道に何人も現れ、握手を求めてくるおじさんの都市伝説。
第9話「4人目」、第13話「絵」に登場。第9話では、妹の忘れ物を一緒に取りに行った姉をターゲットにし、彼女は4人目と握手してしまった。
握手を断ったら、肉団子にされてしまうらしいので、断ってはいけない。ただし、4人目だけは握手をしてしまうと、手を噛み千切られてしまうらしいので、絶対に断らなければならない。
アチラの豆腐売り
豆腐売りの姿をした都市伝説。
町の子供が行方不明になった翌日に現れ、てんびんの片方の桶に入った豆腐の数が増えていく。
13段腹
腹が13段腹になっている男の都市伝説。
夜道で「腕を食べさせて」や「眼を食べさせて」と言ってくる。断るたびに腹の段が増えていき、13段になってしまうと…。
蛸の流し
蛸のような姿をした都市伝説。
夜中に一人暮らしの老人の家から、三味線の音が聞こえてくる。ただ、明らかに1人では奏でられない音らしい。
フクワライさん
目が口、鼻が目、口が耳と正にフクワライのような顔をした人間の都市伝説。
夜中に道にしゃがみ込んで、バラバラになった顔のパーツをはめ込んでいる。「足りない。足りない。」と言って近づいてくるらしい。
ヒノヨウジン
胴体の部分に顔がある都市伝説。
歩きタバコをしていた人の頭蓋骨を打ち鳴らして歩き回っている。
おいでおいでうちわ
見た目はうちわのような都市伝説。
扇いでいないのに、勝手に動いているうちわに近づいてはいけない。
人間木馬
メリーゴーランドに乗った人間が、木馬に変化した姿の都市伝説。
第10話「メリーゴーランド」、第13話「絵」に登場。ピエロに誘われメリーゴーランドに乗った女性は、最初は楽しそうに彼氏に手を振っていたのが徐々に狂い始め、止まった時には木馬へと姿を変えていた。一緒に乗っていた子供2人はそれに比例するかのように、つまらそうな表情から楽しそうな表情になっていったが、彼らとピエロを含めた屋上遊園地にいた人々とメリーゴーランドの関連性は不明。
メリーゴーランドで3周目の間、目を閉じていると馬に変えられ、永遠に回り続けてしまうらしいが、第10話の女性は乗っている間、目をつぶっていなかった。
お見越し
巨大な人の顔をした神輿の都市伝説。
15秒CM＜イチ＞に登場。
人の悪事を全て見ており、アチラの世界へ連れて行くために迎えに来るらしい。
ちょうちんおじさん
頭がちょうちんのようにぐしゃぐしゃに畳まれたおじさんの都市伝説。
夜道に現れる。怒らせると、人をぐしゃぐしゃに畳んでしまう。
吊り皮
顔の部分に口しかない人型の都市伝説。
吊り革を掴んでしまった人の皮だけを引っ張り上げ、遊んでいるらしい。
うつぼか面
人間の口が、ウツボカズラのようになっている都市伝説。
昼間、何も食べていないのにお腹が空かない人は、夜中憑りついたうつぼか面が、虫や虫以外のモノを食べているかもしれない。
喜怒哀楽さん
鼻は1つだが、眉毛、目、口がそれぞれ4つある男の都市伝説。
話しかけると、様々な感情で答えてくれる。ただし、全て「怒」の顔の時は、けっして話しかけてはいけない。
引き戸おじさん
両目と口と鼻の穴と耳の穴が引き戸になっているおじさんの都市伝説。
「どれか開けて」と声をかけられ開けてしまうと、「残念。無いからちょうだい」と言われ顔のパーツを取られてしまう。
ナマズ雲
ナマズの形をした雲の都市伝説。
長い髭を垂らして人の頭に刺し、脳を吸って生きている。
アチラの鳩時計
古い鳩時計から出る、不気味な鳩の模型の都市伝説。
第11話「鳩時計」、第13話「絵」に登場し、第11話では鳩時計を気に入った少女が、そのようになってしまった。
登場古い鳩時計の振り子の動きを目で49回追ってしまうと"それ"みたいになってしまう。
アチラの遊園地
不思議な無人の遊園地の都市伝説。
第10話「メリーゴーランド」に出てきた遊園地との関連性は不明。
迷い込んだ人の心の闇で動く乗り物があり、快楽の感情だけになった人たちが永遠に遊び続けている。
悶露(もんろ)
下半身のワンピースの下に顔がある女性の姿をした都市伝説。
下心を持って近づいてきた男性に「見る?」と聞いてきて、「はい」と答えるとミール（食事）にされてしまうらしい。
折り畳み傘小僧
1つ目と舌がある傘の都市伝説。
この傘を差してしまうと、全身を包まれ、折り畳まれてしまう。
惨々笑
裸の小人のような姿をした都市伝説。
無理して笑ってばかりいると、口が裂けて"それ"が現れる。
ヒトヤキくん
たい焼き屋のような姿をした男の都市伝説。
人間社会には、ヒトヤキくんが焼いたヒトヤキが紛れ込んでおり、本人は人間だと思い込んでいるが、毎日毎日社会に揉まれていると、ヒトヤキに戻ってしまう。
殺獲り
あやとりの紐自体が変化していて、あやとりをしている両腕のような姿をした都市伝説。
この世には、決して作ってはいけないあやとりがある。作ってしまうと"それ"が現れ、そのあやとりを取ることができないと…。
ヒレ女
下半身にヒレが付いている女の都市伝説。
第12話「水の中」、第13話「絵」、15秒CM＜イチ＞に登場。第12話では、深夜のプールで泳いでいた少年の首に髪の毛を巻き付けて…。
長い髪を漂わせ、水中を泳ぐ。夜、不自然に真っ暗な水底を覗いてはいけない。
逆給食係
首が直角に曲がっている給食係の姿をした都市伝説。
体の中のモノを貰いにやって来て、アチラの教室へと運んでいく。
死を招き猫
人間の頭蓋骨を持って、長い爪をした人の手のような手で招いているポーズをしている招き猫の都市伝説。
何かを引っ掻くような奇妙な動きをする招き猫を、けっして家に置いてはいけない。いろいろなモノを招き入れてしまうから。
ヤマオリさん
顔が山折のようになっている男の都市伝説。
ヤマオリさんと話すと、幸運が訪れるという。でも、本当にヤマオリさんなのか、よく確認して下さい。
キュッポン女
口の先にキュッポンが付いている女の都市伝説。
キスをすると、体の中身を全てキュッポンされてしまう。
人面荘
建物に顔だけでなく、手足も付いている都市伝説。
家賃が安く、不動産屋にここで何かあったのかと聞いても「何もない」と言う。ここで何かあったのではなく、ここが「ナニカ」なのだから。
真っ黒電話
第13話「絵」、15秒CM＜イチ＞に登場、第13話では夜の公衆電話内にいる男性が変化していた。
夜道に現れ、無理やり受話器を押し付けてくる。「モウサナイ。モウサナイ。」と言うと助かるとか。
ギョロメドリ
巨大な鳥の都市伝説。
第13話「絵」に登場、夕暮れの路地で男性を襲っていた。アニメ版と公式サイト版では目の有無が違う。絵描きの少年がスケッチブックに描いて実体化させた都市伝説と考えられる。
突然頭を咥えられるため、襲われた人はその姿を見ることができない。「食えない食えない食えない」と言うと、消える。
生きマネキン
マネキンの姿をした都市伝説。
第13話「絵」に登場。複数存在しており、閉店後のデパート内で男性を襲っていた。
昼間に見た人を羨み、取って代わりたいと思い続けているらしい。
けんけんぱぱぱぱぱ
巨大な顔に多数の足と2本の腕がある都市伝説。
第13話「絵」に登場、公園でけんけんぱしていた児童3人を襲った。
道に不自然に○の多いけんけんぱが書いてあったら、けっして遊んではいけない。
肉吸い
顔が上下に3つある都市伝説。
第13話「絵」に登場し、「闇芝居」を見ていた少年が変化した。
浮気性の人の所へ人間の姿で近づく。キスをすると首が伸び、次々に頭が現れ、肉を吸い尽くすという。
ガマ女
頭がガマガエルになっている女の都市伝説。
第13話「絵」に登場し、「闇芝居」を見ていた少女が変化した。
貯水タンクに棲み付き、体から油を分泌する。その水を飲んだ人は、体内で蛙の卵を宿し、口から産卵する。
ザリガニ人間
頭がザリガニの形をした人間の都市伝説。
第13話「絵」に登場、「闇芝居」を見ていた坊主の少年が変化した。
「体を刻ませて」と声をかけてくる。「いいよ」と答えるとバラバラに、「だめ」と答えると真っ二つにされる。塩水が苦手。
絵描きの少年
声 - 池田優斗
スケッチブックにあらゆる都市伝説を描いている少年。普段は無表情だが、自分が描いて実体化させた都市伝説に人々を襲わせている時は、楽しそうに笑っている。
第1話から第12話までは、字幕とエンディングの部分だけスケッチブックに都市伝説を描いている姿で登場し、第13話「絵」で本格的に登場した。
その正体は「闇芝居」シリーズに登場する紙芝居屋で、第13話「絵」の終盤およびエンディングでは、紙芝居屋が被る翁に似た顔になっていた。
第13話ではある小学校の生徒で、自分が描いた都市伝説を実体化させて人々を襲わせた。その小学校に教育実習生としてやってきた女性に絵を描いてほしいと話し掛けられた時、最初は興味を示さなかったが、都市伝説を実体化させて人々を襲わせ楽しげに笑う姿を見られ、段々自分に不信感を抱くその女性に興味を示すようになる。なお、教室で少年に会った女性の後ろには、第1話から第13話までの都市伝説が登場していた。最後には紙芝居に見にやってきた子どもたちを怪異に変えていた。

## 出演
一期 - 十五期
- 紙芝居屋 - 津田寛治

一期 - 七期
- 村井良大

一期 - 三期
- 相沢梨紗（でんぱ組.inc）
- Sara
- 増本庄一郎

一期・二期
- 平野良
- 植田圭輔
- 大西礼芳
- 田中稔彦
- 白水桜太郎 (AIZENN)
- 深海誉 (AIZENN)
- 秋元佐和紀
- 高嶋友也

以下二期のみ
- 竹井亮介
- 田野アサミ
- 松本若菜
- 中込佐知子
- 茉莉邑薫
- 遠藤瑠香
- 福士誠治
- ブラジリィー・アン・山田

三期
- 鳥越裕貴
- 山本侑平
- 喜屋武ちあき
- 酒井瞳
- 未来みき
- 川村あやの（はちきんガールズ）
- 池田優斗
- 板尾創路　　
- 岸野聡子
- 細谷伸之

四期
- 語り
  - 小倉久寛
  - 野村昌司
  - 松尾諭
  - 寺田農
  - 増本庄一郎
  - 竹井亮介
  - ひのあらた
  - 宮崎吐夢
  - 山﨑直樹
  - 渡辺哲
  - 龍坐
  - あらい汎

- その他の声
  - 茉莉邑薫
  - 吉田ライト
  - 齋藤泰世
  - 石賀和輝
  - 春名風花
  - 大沢健
  - 天乃舞衣子
  - 堀越せな
  - 天音みほ
  - 松岡ななせ
  - 月影瞳

五期
- 石川由依
- 田上真里奈
- 春名風花
- 桜あず
- 東城咲耶子
- 護あさな
- 梅原サエリ
- 山田真歩
- 阿達由香
- 小桃音まい
- 夏雪めぐみ
- 天海つばめ
- 森田紗英
- LeChat
- イチキ游子
- 今川碧海
- 日向はる
- 上埜すみれ
- 山口綾子
- 神門実里
- 岸野聡子
- 仲島裕子
- 熊本浩武

六期
- 平野良
- 石川由依
- 春名風花
- 須賀貴匡
- 野村修一
- 山﨑直樹
- 竹井洋介
- 高山猛久
- 福田芽衣
- 田上真里奈
- 山口綾子
- 岸野聡子
- 沢井正棋
- 天乃舞衣子
- 今川碧海（MeseMoa.）
- とみたけ（MeseMoa.）
- 佐々木舞香（=LOVE）
- 野口衣織（=LOVE）
- 鈴木聖奈
- 平野貴大
- 今城文恵
- 長谷川里桃
- Sara
- 高島優毅
- 野口衣織
- かねさだ雪緒
- 熊本浩武
- やながわ薫平

七期
- 吉村駿作
- 篠田諒
- 大赤見展彦（ナナフシギ）
- 沢井正棋
- 蔵下穂波
- 島田翼
- 吉田ウーロン太
- 長谷川里桃
- 堀越せな
- 小珠ひかる
- ももせちか
- 西谷有機
- 太田彩華
- 七瀬大空
- 天音みほ
- 中村久美
- 和泉紗江
- 中込佐和子
- 安藤一夫
- 福森加織
- 鈴木健介
- 熊本浩武
- 佐々木充郭
- 岸野聡子
- 山口綾子
- 國吉咲貴

八期
- 北原里英
- 吉田ウーロン太
- 肘井ミカ
- 新納敏正
- 清水優
- 岸野聡子
- 阿達由香
- 沢井正棋
- 木津つばさ
- 池田航
- 篠田諒
- 青木悠
- 岡咲美保
- MoeMi
- 中村朱里
- 國吉咲貴

九期
- 新納敏正
- 松村泰一郎
- 沢井正棋
- ニシオカ・ト・ニール
- 木津つばさ
- 大海将一郎
- 篠田諒
- 岡咲美保
- 成瀬瑛美
- MoeMi
- 太田彩華
- 空野青空（でんぱ組.inc / ARCANA PROJECT）
- 蔀祐佳（リルネード）
- 星菜日向夏（GEMS COMPANY）
- 奈日抽ねね（GEMS COMPANY）
- 長谷みこと（GEMS COMPANY）
- 赤羽ユキノ（GEMS COMPANY）
- おかもとえみ

十期
- 木津つばさ
- 深澤大河
- 篠田諒
- 園山敬介
- 沢井正棋
- ぽんず
- 沢田敏子
- 二又一成
- 森レイ子
- 千本木彩花
- 松田利冴
- 山崎夏菜（虹のコンキスタドール）
- 奈日抽ねね（GEMS COMPANY）
- 水科葵（GEMS COMPANY）

十一期
- 平野良
- 木津つばさ
- 篠田諒
- 清水優
- 上杉輝
- 星野勇太
- 新納多朗
- 的場華鈴（虹のコンキスタドール）
- 山崎夏菜（虹のコンキスタドール）
- 桐乃みゆ（虹のコンキスタドール）
- 澤村光彩（虹のコンキスタドール）
- ザンヨウコ
- 青木砂織

十二期
- 篠田諒
- 清水優
- ぽんず
- 湊竜也
- 星野勇太
- 本田寿々丸
- 吉田晴雄
- 長月明日香
- 小泉よう（雨模様のソラリス）
- 蔀祐佳
- 星咲花那
- 土屋咲登子
- 大石ともこ
- 青木砂織
- 新納多朗
- 片山萌美

十三期
- 高畑こと美
- 新納多朗
- 松崎謙二
- 松林慎司
- 丸山優子
- 清水優
- ぽんず
- 土屋咲登子
- 山口貴也
- 星野勇太
- 吉田晴雄
- 相沢梨紗（でんぱ組.inc）
- 高咲陽菜（でんぱ組.inc）
- 秋本帆華（TEAM SHACHI）
- 恋汐りんご（バンドじゃないもん！MAXX NAKAYOSHI）
- 絵恋ちゃん
- 青木砂織

十四期
- 平野良
- 清水優
- ぽんず
- 篠田諒
- 山口貴也
- 真田理希
- 星野勇太
- 吉田晴雄
- 大石ともこ
- 白石るり
- 小泉よう（雨模様のソラリス）
- 桃ノ井理子（さよならステイチューン）
- 宮白桃子
- 烏田麻衣
- 山下莉桜菜
- 青木砂織

十五期
- 清水優
- ぽんず
- 土屋咲登子
- 大石ともこ
- 篠田諒
- 吉高志音
- 鈴木祐大
- コッセこういち
- 阿久澤菜々
- 星野勇太
- 烏田麻衣
- 小柳日菜
- 丸山京夏
- 吉田晴雄
- 須釜倫太郎
- 大島葉子
- 新納多朗

## スタッフ
|                              | 一期       | 二期       | 二期       | 二期                     | 二期       | 二期       | 三期               | 四期     |      |
| ---------------------------- | ---------- | ---------- | ---------- | ------------------------ | ---------- | ---------- | ------------------ | -------- | ---- |
| 監督                         | 高嶋友也   |            | 井口昇     |                          | 清水崇     | 増本庄一郎 | 谷口崇、石川智久   | 兼子昌也 |      |
| 脚本                         | 熊本浩武   | 熊本浩武   | 井口昇     | ブラジリィー・アン・山田 | 清水崇     | 増本庄一郎 | 熊本浩武、岸野聡子 | 熊本浩武 |      |
| OP曲                         | nico       | nico       | nico       | nico                     | nico       | nico       | nico               | nico     | nico |
| プロデューサー               | 細谷伸之   | 細谷伸之   | 細谷伸之   | 細谷伸之                 | 細谷伸之   | 細谷伸之   | 細谷伸之           | 細谷伸之 |      |
| プロデューサー               | 国定尚子   | 岡本愛子   | 岡本愛子   | 岡本愛子                 | 岡本愛子   | 岡本愛子   | 広瀬基樹           | 広瀬基樹 |      |
| 制作プロデューサー           | 赤司俊雄   | 関谷マコト | 関谷マコト | 関谷マコト               | 関谷マコト | 関谷マコト |                    |          |      |
| アニメーションプロデューサー | 岩下みどり |            |            |                          |            |            |                    |          |      |
| アニメーション制作           | ILCA       | ILCA       | ILCA       | ILCA                     | ILCA       | ILCA       | ILCA               | ILCA     |      |
| 制作協力                     |            |            |            |                          |            |            | アニマ             |          |      |

一期
- アニメーションプロデューサー&ロゴデザイン - 岩下みどり
- 脚本 - 熊本浩武
- 作画 - アオキタクト
- アシスタントプロデューサー - やながわ薫平
- 映像制作 - 大竹和可奈、堀了正、蓮恵介、仲塚悠土、小助川牧子
- 音効 - 創音
- 企画 - 山川典夫（テレビ東京）、岩﨑拓矢
- 「闇芝居」製作委員会2013

二期
- ロゴデザイン - 岩下みどり
- イラスト - 林太朗、室千帆里、藤川亜美、高橋美月、吉田実央、東城三菜子、朴柿是、阿瀬風稚、天瀬たつ巳、神尾未歩、中村春香、藤本京、岩前志保子、小田春佳、鈴木陽子、上川妙季、横田唯、三俣亜由喜
- アニメーション - 登田裕美、藤田枝里、室千帆里、ILCA
- 演出 - ILCA
- 音効 - 創音
- 企画 - 山川典夫（テレビ東京）、岩﨑拓矢
- 「闇芝居」製作委員会2014

三期
- ロゴデザイン - 岩下みどり
- 作画監督 - 堀了正
- 作画 - 加藤千恵美、三俣亜由喜、井上尚樹、橋爪正己、室千帆里、林太朗、菊池杏子、天瀬たつ巳、近藤あかね、八木明日美、上堂薗名美、片山由貴、吉永千尋、楊ユキ、酒井愛理、中野美幸、藤川亜美、水野友香、北山奈知
- 演出補佐・撮影監督 - 蓮恵介
- 撮影 - 遠藤隆將、藤田枝里、登田裕美、室千帆里、やながわ薫平
- 音効 - 創音
- 企画 - 山川典夫（テレビ東京）、岩﨑拓矢
- 制作 - ILCA
- 「闇芝居」製作委員会2016

四期
- 演出 - 兼子昌也
- 演出補佐 - 平塚望曜
- 脚本 - 熊本浩武
- ロゴデザイン - 岩下みどり
- 作画 - 西川伸司、工藤稜、三俣亜由喜
- 音効 - 創音
- 音楽協力 - テレビ東京ミュージック、佐々木洋
- MA - ソニーPCL
- 企画 - 山川典夫（テレビ東京）、岩﨑拓矢
- 「闇芝居」製作委員会

五期
- 演出補佐 - 熊本浩武
- 脚本 - イチキ游子、岸野聡子、山口綾子
- ロゴデザイン - 岩下みどり
- 作画 - 西川伸司、工藤稜、三俣亜由喜、海老原優、本田淳、モギコーキ、森野達弥、番場進、宍戸亜矢
- 絵コンテ - 番場進
- 演出 - ILCA
- 音効 - 創音
- 企画 - 山川典夫（テレビ東京）、岩﨑拓矢（ILCA）
- エグゼクティブプロデューサー - 船田晃（ILCA）
- プロデューサー - 細谷伸之（テレビ東京）、広瀬基樹（ILCA）
- 制作プロデューサー - 今野稔（ゴリラフィルム）
- 制作協力 - ゴリラフィルム
- 制作・演出 - ILCA
- 製作 - 「闇芝居」製作委員会

六期
- 演出 - やながわ薫平
- 脚本 - 熊本浩武、佐々木充郭、やながわ薫平
- ロゴデザイン - 岩下みどり
- 作画 - 西川伸司、工藤稜、海老原優、森野達弥、かねさだ雪緒、あ可よろし、askam
- 絵コンテ - 番場進、ゴリラフィルム、やながわ薫平
- 音効 - 創音
- 企画 - 山川典夫、岩﨑拓矢
- プロデューサー - 細谷伸之、船田晃
- アシスタントプロデューサー - 松野明日香
- 制作ディレクター - 杉本健一
- 制作プロデューサー - 成田博之
- 制作アシスタント - 釜井里佳、磯部知志
- 制作協力 - パインズ、アカギ
- 制作 - ILCA、DRAWIZ
- 製作 - 「闇芝居」製作委員会

七期
- 演出 - ILCA、杉本健一（DRAWIZ）
- 脚本 - 熊本浩武、佐々木充郭、山口綾子、國吉咲貴
- ロゴデザイン - 岩下みどり
- 作画 - 海老原優、森野達弥、かねさだ雪緒、あ可よろし、山口成哉、伊藤篤志（アクア）、金村沙耶（Integral Vision Graphics）、堀聖悟、羽山さつき
- 絵コンテ - 西森章、熊谷隆之、金村沙耶、あ可よろし
- 音効 - 創音
- 企画 - 山川典夫、岩﨑拓矢
- プロデューサー - 梅津智史、船田晃
- 制作 - ILCA
- 製作 - 「闇芝居」製作委員会

八期
- 演出 - 船田晃、杉本健一
- 脚本 - 熊本浩武、佐々木充郭、國吉咲貴、石上加奈子、兒玉宣勝
- ロゴデザイン - 岩下みどり
- 作画 - あ可よろし、かねさだ雪緒、金村沙耶、ツボ浅野、武藤聖馬
- 絵コンテ - ツボ浅野、武藤聖馬、あ可よろし、宮䑓直也、平田貢一
- 音効 - 創音
- 企画 - 山川典夫、岩﨑拓矢
- プロデューサー - 梅津智史、藤嵜怜那
- 制作 - ILCA
- 製作 - 「闇芝居」製作委員会

九期
- 全体演出 - 船田晃、杉本健一
- 各話演出 - 平田貢一、宮臺直也、井上洋輔、横山恵
- 脚本 - 熊本浩武、佐々木充郭、石上加奈子、ニシオカ・ト・ニール
- ロゴデザイン - 岩下みどり
- 作画 - あ可よろし、海老原優、武藤聖馬、一松慧、Eisuke.Miura、Kensuke Takahashi、jimmy、菅谷孝一、ナカガワオダジ、まつばらあつし、横山恵、渡邉柊
- 絵コンテ - 井上洋輔、武藤聖馬、横山恵、宮䑓直也、平田貢一、まつばらあつし、ナオガワオダジ
- 音効 - 創音
- 企画 - 山川典夫、岩﨑拓矢
- プロデューサー - 梅津智史、船田晃
- 制作協力 - yell、DRAWIZ
- 制作 - ILCA
- 製作 - 「闇芝居」製作委員会

十期
- 全体演出 - 船田晃、杉本健一
- 各話演出 - 平田貢一、宮臺直也、井上洋輔、横山恵
- コンテ - 武藤聖馬
- 脚本 - 熊本浩武、佐々木充郭、石上加奈子
- ロゴデザイン - 岩下みどり
- 作画 - 鹿目凛、jimmy、菅谷孝一、渡邉柊、日暮桃花、風月、赤坂幸平
- 絵コンテ - 井上洋輔、武藤聖馬、横山恵、宮䑓直也、平田貢一、風月、赤坂幸平
- 音効 - 創音
- 企画 - 山川典夫、岩﨑拓矢
- プロデューサー - 梅津智史、船田晃
- 制作協力 - yell、DRAWIZ
- 制作 - ILCA
- 製作 - 「闇芝居」製作委員会

十一期
- 演出 - 船田晃
- 脚本 - 熊本浩武、佐々木充郭、吉川兆二、山川典夫
- 脚本・作画協力 - 日経イノベーション・ラボ
- ロゴデザイン - 岩下みどり
- 作画 - 武藤聖馬、日暮桃花、海老原優、にしやまひろし＆りえ、jimmy
- 絵コンテ - 吉川兆二、武藤聖馬
- Vコンテ - 伊澤陽也
- 動画編集 - 畑健一郎、本郷詩乃、川鍋政道
- VFXスーパーバイザー - 亀山勇一
- 音効 - 創音
- プロデューサー - 山川典夫、岩﨑拓矢、船田晃
- 制作協力 - LEON-STUDIO
- 制作 - ILCA、yell
- 製作 - 「闇芝居」製作委員会

十二期
- 演出 - 船田晃
- 脚本 - 熊本浩武、佐々木充郭、吉川兆二、青木砂織
- ロゴデザイン - 岩下みどり
- 作画 - 海老原優、日暮桃花、jimmy、にしやまひろし＆りえ、川鍋政道、本郷詩乃、山川典夫
- 絵コンテ - 吉川兆二、武藤聖馬
- Vコンテ・動画編集 - 川鍋政道、畑健一郎、本郷詩乃
- VFXスーパーバイザー - 亀山勇一
- 音効 - 創音
- プロデューサー - 山川典夫、岩﨑拓矢、船田晃
- 制作協力 - LEON-STUDIO
- 制作 - ILCA、ILCASHIPS
- 製作 - 「闇芝居」製作委員会

十三期
- 演出 - 船田晃
- 脚本 - 熊本浩武、佐々木充郭、吉川兆二、青木砂織、小佐野彈
- 作画 - jimmy、日暮桃花、にしやまひろし&りえ、海老原優、本郷詩乃、岡田真・もと子、山川典夫
- 絵コンテ - 武藤聖馬、吉川兆二、飯塚貴士
- Vコンテ - 川鍋政道、畑健一郎、伊澤陽也、山川典夫、小林俊彬、川本龍彦
- 動画編集 - 川鍋政道、畑健一郎、伊澤陽也、本郷詩乃
- VFXスーパーバイザー - 亀山勇一
- プロデューサー - 山川典夫、岩﨑拓矢、船田晃
- 制作協力 - LEON-STUDIO
- 制作 - ILCA、ILCASHIPS
- 製作 - 「闇芝居」製作委員会

十四期
- 演出 - 船田晃
- 脚本 - 熊本浩武、佐々木充郭、吉川兆二、青木砂織
- 作画 - 竹谷和真、jimmy、今野直樹、あ可よろし、日暮桃花、海老原優、にしやまひろし&りえ、岡田もと子、山川典夫
- 絵コンテ - 武藤聖馬、吉川兆二、竹谷和真、今野直樹、あ可よろし
- Vコンテ - 本郷詩乃、川鍋政道、畑健一郎、石川夏綺、川本龍彦、三ヶ田久枝
- 動画編集 - 本郷詩乃、畑健一郎、川鍋政道、伊澤陽也、川本龍彦、庄司弘樹
- VFXスーパーバイザー - 亀山勇一
- プロデューサー - 山川典夫、岩﨑拓矢、船田晃
- 制作協力 - ILCASHIPS、LEON-STUDIO
- 制作 - ILCA
- 製作 - 「闇芝居」製作委員会

十五期
- 演出 - 船田晃
- 脚本 - 熊本浩武、佐々木充郭、石上加奈子
- 作画 - 竹谷和真、jimmy、にしやまひろし＆りえ、日暮桃花、堀江弘昌、おはぎ、飯塚貴士、山川典夫、海老原優
- 絵コンテ - 武藤聖馬、吉川兆二、竹谷和真
- プロデューサー - 山川典夫、岩﨑拓矢、船田晃
- 制作協力 - ILCASHIPS、LEON-STUDIO
- 制作 - ILCA
- 製作 - 「闇芝居」製作委員会

## 主題歌
「怪々絵巻」
一期エンディングテーマ。作詞・作曲はてにをは、編曲はAVTechNO!、歌はてにをは × AVTechNO! feat. 初音ミク。
「四十九日目」
二期エンディングテーマ。作詞・作曲は梨本うい。
「なぁ？なぁ？なぁ？」
三期エンディングテーマ。作詞・作曲は畠山承平、編曲・歌はThe Mirraz。
「夢負い人」
四期エンディングテーマ。作詞・作曲・歌は焚吐。
「やわらかい仮面」
五期エンディングテーマ。作詞・作曲・歌はヒグチアイ、編曲は岩田賢治。
「まやかし横丁」
六期エンディングテーマ。作詞・作曲・編曲・歌は奥村愛子。
「決壊」
七期エンディングテーマ。作詞・作曲・編曲はヤナセジロウ、歌はbetcover!!。
「Twilight feat.Pecori」
八期エンディングテーマ。作詞はPecori、作曲はimaiとPecori、歌はimai。
「fall」
九期エンディングテーマ。作詞・作曲・歌はおかもとえみ、編曲はPARKGOLF。
「くだらねえな」
十期エンディングテーマ。作詞・作曲・編曲は柴田隆浩、歌は忘れらんねえよ。
「マスカレードパレード」
十一期エンディングテーマ。作詞・作曲は宮崎一晴、編曲はクジラ夜の街・高田真路、歌はクジラ夜の街。
「ニタリ」
十二期エンディングテーマ。作詞・作曲・編曲は内山ショート、歌はシンガーズハイ。
「GHOST」
十三期エンディングテーマ。作詞・作曲・編曲・歌はmajiko。
「飴と鞭」
十四期エンディングテーマ。歌はMOSHIMO。
「だぅと」
十五期エンディングテーマ。歌はナオト・インティライミ。

## 各話リスト
| 一期     | 一期         | 一期         | 一期           | 一期 |
| 話数     | サブタイトル | 演出         | 放送日         |      |
| -------- | ------------ | ------------ | -------------- | ---- |
| 第一話   | お札女       | 高嶋友也     | 2013年 7月15日 |      |
| 第二話   | 惨拝         | 仲村学       | 7月22日        |      |
| 第三話   | 家訓         | 柳沢太佑     | 7月22日        |      |
| 第四話   | かみ         | 高嶋友也     | 8月5日         |      |
| 第五話   | 異階         | 高嶋友也     | 8月12日        |      |
| 第六話   | 網棚         | アオキタクト | 8月19日        |      |
| 第七話   | 矛盾         | 高嶋友也     | 8月26日        |      |
| 第八話   | 傘神様       | 高嶋友也     | 9月2日         |      |
| 第九話   | 祟られ       | 柳沢太佑     | 9月2日         |      |
| 第十話   | 月           | 高嶋友也     | 9月9日         |      |
| 第十一話 | ビデオ       | 高嶋友也     | 9月16日        |      |
| 第十二話 | トモナリクン | 柳沢太佑     | 9月23日        |      |
| 第十三話 | 疼憑き       | 高嶋友也     | 9月30日        |      |

| 二期     | 二期         | 二期                     | 二期                                                                      | 二期           |
| 話数     | サブタイトル | 脚本                     | イラスト                                                                  | 放送日         |
| -------- | ------------ | ------------------------ | ------------------------------------------------------------------------- | -------------- |
| 第一話   | タロちゃん   | 熊本浩武                 | 林太朗 室千帆里 藤川亜美 高橋美月 吉田実央 東城三菜子 藤本京              | 2014年 7月10日 |
| 第二話   | 台所         | 井口昇                   | 三俣亜由喜                                                                | 7月17日        |
| 第三話   | 中身         | 熊本浩武                 | 林太朗 室千帆里 朴柿是 阿瀬風稚 天瀬たつ巳 神尾未歩 中村春香              | 7月24日        |
| 第四話   | 壁女         | 熊本浩武                 | 林太朗 室千帆里 藤川亜美 高橋美月 藤本京 東城三菜子                       | 7月31日        |
| 第五話   | ロッカー     | ブラジリィー・アン・山田 | 林太朗 室千帆里 藤川亜美 高橋美月 東城三菜子 岩前志保子 吉田実央          | 8月4日         |
| 第六話   | ナオちゃん   | 清水崇                   | 林太朗 室千帆里 小田春佳 天瀬たつ巳 岩前志保子 吉田実央                   | 8月11日        |
| 第七話   | ガチャ       | ブラジリィー・アン・山田 | 林太朗 室千帆里 藤川亜美 鈴木陽子 阿瀬風稚 上川妙季 中村春香              | 8月18日        |
| 第八話   | 告別         | ブラジリィー・アン・山田 | 林太朗 室千帆里 藤川亜美 天瀬たつ巳 岩前志保子 中村春香 上川妙季 藤本京   | 8月25日        |
| 第九話   | おみにえさん | 熊本浩武                 | 林太朗 室千帆里 朴柿是 天瀬たつ巳 神尾未歩 上川妙季 中村春香 横田唯       | 9月1日         |
| 第十話   | 虫唾         | 増本庄一郎               | 林太朗 室千帆里 三俣亜由喜                                                | 9月8日         |
| 第十一話 | 拾い業       | ブラジリィー・アン・山田 | 林太朗 室千帆里 朴柿是 高橋美月 阿瀬風稚 上川妙季 吉田実央                | 9月15日        |
| 第十二話 | 根付         | 熊本浩武                 | 林太朗 室千帆里 小田春佳 鈴木陽子 岩前志保子 神尾未歩 東城三菜子 中村春香 | 9月22日        |
| 第十三話 | 寄鼓         | 熊本浩武                 | 林太朗 室千帆里 小田春佳 鈴木陽子 上川妙季 中村春香 吉田実央              | 9月29日        |

| 三期     | 三期             | 三期     | 三期     | 三期                                                                                                   | 三期           |
| 話数     | サブタイトル     | 脚本     | コンテ   | 作画                                                                                                   | 放送日         |
| -------- | ---------------- | -------- | -------- | --- | -------------- |
| 第一話   | 貸して           | 熊本浩武 | 谷口崇   | 三俣亜由喜                                                                                             | 2016年 1月11日 |
| 第二話   | トンネル         | 熊本浩武 | 谷口崇   | 菊池杏子 加藤千恵美 室千帆里 林太朗 天瀬たつ巳 近藤あかね 八木明日美                                   | 1月18日        |
| 第三話   | ねずみ           | 岸野聡子 | 石川智久 | 室千帆里 加藤千恵美 天瀬たつ巳 林太朗 上堂薗名美 片山由貴 八木明日美 近藤あかね 吉永千尋 楊ユキ        | 1月25日        |
| 第四話   | にぎやかな病室   | 熊本浩武 | 谷口崇   | 加藤千恵美 井上尚紀                                                                                    | 2月1日         |
| 第五話   | 剥製博物館       | 岸野聡子 | 谷口崇   | 加藤千恵美 井上尚紀                                                                                    | 2月8日         |
| 第六話   | アチラの祭       | 岸野聡子 | 谷口崇   | 菊池杏子 加藤千恵美                                                                                    | 2月15日        |
| 第七話   | うしろ           | 熊本浩武 | 石川智久 | 橋爪正己 加藤千恵美                                                                                    | 2月22日        |
| 第八話   | お雛様           | 熊本浩武 | 石川智久 | 加藤千恵美 室千帆里 片山由貴 神尾未歩 近藤あかね 酒井愛理 中野美幸 藤川亜美 八木明日美 楊ユキ 吉永千尋 | 2月29日        |
| 第九話   | 4人目            | 熊本浩武 | 谷口崇   | 三俣亜由喜                                                                                             | 3月7日         |
| 第十話   | メリーゴーランド | 熊本浩武 | 谷口崇   | 加藤千恵美 室千帆里 天瀬たつ巳 片山由貴 神尾未歩 近藤あかね 八木明日美 楊ユキ 吉永千尋                 | 3月14日        |
| 第十一話 | 鳩時計           | 岸野聡子 | 谷口崇   | 加藤千恵美 水野友香 北山奈知                                                                           | 3月21日        |
| 第十二話 | 水の中           | 岸野聡子 | 石川智久 | 加藤千恵美                                                                                             | 3月28日        |
| 第十三話 | 絵               | 熊本浩武 | 谷口崇   | 加藤千恵美 北山奈知 菊池杏子 井上尚紀                                                                  | 4月4日         |

| 四期     | 四期           | 四期       | 四期           |
| 話数     | サブタイトル   | 作画       | 放送日         |
| -------- | -------------- | ---------- | -------------- |
| 第一話   | 舌             | 西川伸司   | 2017年 1月16日 |
| 第二話   | 水槽           | 西川伸司   | 2017年 1月16日 |
| 第三話   | 裁ち鋏         | 西川伸司   | 2017年 1月16日 |
| 第四話   | 赤いハイヒール | 西川伸司   | 1月23日        |
| 第五話   | 夜行バス       | 西川伸司   | 1月30日        |
| 第六話   | 誰だ           | 西川伸司   | 2月6日         |
| 第七話   | 靴音           | 西川伸司   | 2月13日        |
| 第八話   | カセットテープ | 西川伸司   | 2月20日        |
| 第九話   | 歯ぎしり       | 工藤稜     | 2月27日        |
| 第十話   | 招び鶴         | 三俣亜由喜 | 3月6日         |
| 第十一話 | 白線           | 西川伸司   | 3月13日        |
| 第十二話 | かまくら       | 工藤稜     | 3月20日        |
| 第十三話 | 地下道         | 工藤稜     | 3月27日        |

| 第一話   | 間違い電話     | イチキ游子 | 西川伸司        | 2017年 7月4日 |
| 第二話   | ちょうだい     | イチキ游子 | 工藤稜          | 7月11日       |
| 第三話   | カラスの子     | 岸野聡子   | 三俣亜由喜      | 7月18日       |
| 第四話   | まねっこ       | 岸野聡子   | 工藤稜          | 7月25日       |
| 第五話   | 女のカゲ       | 岸野聡子   | 海老原優        | 8月1日        |
| 第六話   | オカエシサマ   | イチキ游子 | 三俣亜由喜      | 8月8日        |
| 第七話   | 隠連母         | 山口綾子   | 西川伸司        | 8月15日       |
| 第八話   | お隣さん       | 岸野聡子   | 本田淳          | 8月29日       |
| 第九話   | 幽霊を見るには | 山口綾子   | 番場進 宍戸亜矢 | 9月5日        |
| 第十話   | 花占い         | 岸野聡子   | モギコーキ      | 9月12日       |
| 第十一話 | ひとりでいい   | イチキ游子 | 西川伸司        | 9月19日       |
| 第十二話 | 最終バス       | 山口綾子   | 三俣亜由喜      | 9月26日       |
| 第十三話 | 妖婦           | イチキ游子 | 森野達弥        | 10月3日       |

| 六期     | 六期         | 六期         | 六期                  | 六期         | 六期         | 六期          |
| 話数     | サブタイトル | 脚本         | 絵コンテ              | 演出         | 作画         | 放送日        |
| -------- | ------------ | ------------ | --------------------- | ------------ | ------------ | ------------- |
| 第一話   | 雷客         | 佐々木充郭   | ゴリラフィルム 番場進 | やながわ薫平 | 海老原優     | 2018年 7月7日 |
| 第二話   | 友無洞       | 佐々木充郭   | ゴリラフィルム 番場進 | やながわ薫平 | あ可よろし   | 7月14日       |
| 第三話   | 風知         | 佐々木充郭   | ゴリラフィルム 番場進 | やながわ薫平 | かねさだ雪緒 | 7月21日       |
| 第四話   | 奉沼         | 熊本浩武     | ゴリラフィルム 番場進 | やながわ薫平 | 工藤稜       | 7月28日       |
| 第五話   | 雫来         | 熊本浩武     | ゴリラフィルム 番場進 | やながわ薫平 | 西川伸司     | 8月4日        |
| 第六話   | 咲暗         | 熊本浩武     | ゴリラフィルム 番場進 | やながわ薫平 | 森野達弥     | 8月11日       |
| 第七話   | 蛙卵         | 佐々木充郭   | ゴリラフィルム 番場進 | やながわ薫平 | 工藤稜       | 8月18日       |
| 第八話   | 海籤         | 佐々木充郭   | ゴリラフィルム 番場進 | やながわ薫平 | 海老原優     | 8月25日       |
| 第九話   | 泥戯         | やながわ薫平 | やながわ薫平          | やながわ薫平 | あ可よろし   | 9月1日        |
| 第十話   | 無邪樹       | 佐々木充郭   | ゴリラフィルム 番場進 | やながわ薫平 | かねさだ雪緒 | 9月8日        |
| 第十一話 | 覚氷         | やながわ薫平 | やながわ薫平          | やながわ薫平 | 森野達弥     | 9月15日       |
| 第十二話 | 滝落         | 熊本浩武     | ゴリラフィルム 番場進 | やながわ薫平 | askam        | 9月22日       |
| 第十三話 | 山曳呼       | 熊本浩武     | ゴリラフィルム 番場進 | やながわ薫平 | かねさだ雪緒 | 9月29日       |

| 七期     | 七期             | 七期       | 七期            | 七期         | 七期          | 七期 |
| 話数     | サブタイトル     | 脚本       | 絵コンテ        | 作画         | 放送日        |      |
| -------- | ---------------- | ---------- | --------------- | ------------ | ------------- | ---- |
| 第一話   | お届け物         | 熊本浩武   | 西森章 熊谷隆之 | 伊藤篤志     | 2019年 7月8日 |      |
| 第二話   | 眠れない子供     | 佐々木充郭 | 西森章 熊谷隆之 | かねさだ雪緒 | 7月22日       |      |
| 第三話   | 応接間           | 山口綾子   | 金村沙耶        | 金村沙耶     | 7月22日       |      |
| 第四話   | 絵画             | 山口綾子   | 西森章 熊谷隆之 | かねさだ雪緒 | 7月29日       |      |
| 第五話   | 終了のお知らせ   | 熊本浩武   | 西森章 熊谷隆之 | 山口成哉     | 8月5日        |      |
| 第六話   | ベランダ         | 山口綾子   | 西森章 熊谷隆之 | 森野達弥     | 8月12日       |      |
| 第七話   | 公衆電話         | 佐々木充郭 | 西森章 熊谷隆之 | 堀聖悟       | 8月19日       |      |
| 第八話   | 咳               | 佐々木充郭 | 西森章 熊谷隆之 | 山口成哉     | 8月26日       |      |
| 第九話   | エレベーターの女 | 佐々木充郭 | あ可よろし      | あ可よろし   | 9月2日        |      |
| 第十話   | 漫画喫茶         | 國吉咲貴   | 西森章 熊谷隆之 | 海老原優     | 9月9日        |      |
| 第十一話 | 妹の部屋         | 佐々木充郭 | 西森章 熊谷隆之 | 羽山さつき   | 9月16日       |      |
| 第十二話 | 試着室           | 山口綾子   | 西森章 熊谷隆之 | 海老原優     | 9月23日       |      |
| 第十三話 | 冷蔵庫           | 國吉咲貴   | 西森章 熊谷隆之 | 伊藤篤志     | 9月30日       |      |

| 八期     | 八期           | 八期       | 八期       | 八期         | 八期           | 八期 |
| 話数     | サブタイトル   | 脚本       | 絵コンテ   | 作画         | 放送日         |      |
| -------- | -------------- | ---------- | ---------- | ------------ | -------------- | ---- |
| 第一話   | ハンカチ落とし | 熊本浩武   | ツボ浅野   | ツボ浅野     | 2021年 1月11日 |      |
| 第二話   | 命日           | 佐々木充郭 | 武藤聖馬   | 武藤聖馬     | 1月18日        |      |
| 第三話   | うしろを見るな | 佐々木充郭 | 武藤聖馬   | かねさだ雪緒 | 1月25日        |      |
| 第四話   | 豆まき         | 國吉咲貴   | あ可よろし | あ可よろし   | 2月1日         |      |
| 第五話   | 笑い声         | 熊本浩武   | 武藤聖馬   | 武藤聖馬     | 2月8日         |      |
| 第六話   | 釣りの成果     | 佐々木充郭 | あ可よろし | あ可よろし   | 2月15日        |      |
| 第七話   | 一寸法師       | 國吉咲貴   | 武藤聖馬   | 武藤聖馬     | 2月22日        |      |
| 第八話   | 柩仰           | 熊本浩武   | あ可よろし | あ可よろし   | 3月1日         |      |
| 第九話   | 蟻地獄         | 石上加奈子 | ツボ浅野   | ツボ浅野     | 3月8日         |      |
| 第十話   | 雪の足跡       | 國吉咲貴   | 武藤聖馬   | 金村沙耶     | 3月15日        |      |
| 第十一話 | 祟り           | 兒玉宣勝   | 宮䑓直也   | あ可よろし   | 3月22日        |      |
| 第十二話 | 糸電話         | 石上加奈子 | 平田貢一   | 武藤聖馬     | 3月29日        |      |
| 第十三話 | 寝言           | 熊本浩武   | ツボ浅野   | ツボ浅野     | 4月5日         |      |

| 九期     | 九期         | 九期                 | 九期           | 九期     | 九期                           | 九期           |
| 話数     | サブタイトル | 脚本                 | 絵コンテ       | 演出     | 作画                           | 放送日         |
| -------- | ------------ | -------------------- | -------------- | -------- | ------------------------------ | -------------- |
| 第一話   | 鼠嫁ぎ       | 熊本浩武             | 平田貢一       | 平田貢一 | 海老原優                       | 2021年 7月12日 |
| 第二話   | 兎小屋の男   | 佐々木充郭           | 井上洋輔       | 井上洋輔 | あ可よろし                     | 7月19日        |
| 第三話   | 44匹目の羊   | 佐々木充郭           | 武藤聖馬       | 杉本健一 | 武藤聖馬                       | 7月26日        |
| 第四話   | 忠犬         | ニシオカ・ト・ニール | 横山恵         | 横山恵   | 横山恵                         | 8月2日         |
| 第五話   | 張子の虎     | 熊本浩武             | 武藤聖馬       | 杉本健一 | 武藤聖馬                       | 8月9日         |
| 第六話   | 精霊牛       | 石上加奈子           | まつばらあつし | 杉本健一 | Kensuke Takahashi Eisuke Miura | 8月16日        |
| 第七話   | ニワトリ君   | 佐々木充郭           | 武藤聖馬       | 杉本健一 | 菅谷孝一                       | 8月23日        |
| 第八話   | 木馬         | 佐々木充郭           | 宮䑓直也       | 宮䑓直也 | 渡邉柊                         | 8月30日        |
| 第九話   | 祝蛇         | 石上加奈子           | 武藤聖馬       | 杉本健一 | jimmy                          | 9月6日         |
| 第十話   | 猪鍋         | ニシオカ・ト・ニール | ナオガワオダジ | 杉本健一 | ナオガワオダジ                 | 9月13日        |
| 第十一話 | 竜宮         | 石上加奈子           | まつばらあつし | 杉本健一 | 海老原優                       | 9月20日        |
| 第十二話 | 猿合わせ     | 熊本浩武             | ナオガワオダジ | 杉本健一 | ナオガワオダジ 一松慧          | 9月27日        |
| 第十三話 | 猫年         | ニシオカ・ト・ニール | 武藤聖馬       | 杉本健一 | 武藤聖馬                       | 10月4日        |

| 十期     | 十期               | 十期       | 十期     | 十期     | 十期     | 十期           |
| 話数     | サブタイトル       | 脚本       | 絵コンテ | 演出     | 作画     | 放送日         |
| -------- | ------------------ | ---------- | -------- | -------- | -------- | -------------- |
| 第一話   | 辞めたい仕事       | 佐々木充郭 | 武藤聖馬 | 船田晃   | jimmy    | 2022年 1月10日 |
| 第二話   | エンディングノート | 熊本浩武   | 武藤聖馬 | 船田晃   | 渡邉柊   | 1月17日        |
| 第三話   | 一日の終わり       | 石上加奈子 | 横山恵   | 横山恵   | jimmy    | 1月24日        |
| 第四話   | 終電               | 熊本浩武   | 武藤聖馬 | 船田晃   | 日暮桃花 | 1月31日        |
| 第五話   | 最後の客           | 佐々木充郭 | 風月     | 船田晃   | 風月     | 2月7日         |
| 第六話   | 収集所             | 石上加奈子 | 武藤聖馬 | 船田晃   | 日暮桃花 | 2月14日        |
| 第七話   | トンネルでの出来事 | 佐々木充郭 | 平田貢一 | 平田貢一 | 鹿目凛   | 2月21日        |
| 第八話   | 腕時計             | 石上加奈子 | 武藤聖馬 | 船田晃   | 日暮桃花 | 2月28日        |
| 第九話   | 未来の僕へ         | 佐々木充郭 | 井上洋輔 | 井上洋輔 | 菅谷孝一 | 3月7日         |
| 第十話   | 別棟               | 熊本浩武   | 赤坂幸平 | 船田晃   | 赤坂幸平 | 3月14日        |
| 第十一話 | バイバイ           | 佐々木充郭 | 武藤聖馬 | 船田晃   | 日暮桃花 | 3月21日        |
| 第十二話 | 指切り             | 石上加奈子 | 風月     | 船田晃   | 風月     | 3月28日        |
| 第十三話 | 百話目             | 熊本浩武   | 宮䑓直也 | 宮䑓直也 | jimmy    | 4月4日         |

| 十一期   | 十一期           | 十一期     | 十一期   | 十一期              | 十一期         | 十一期 |
| 話数     | サブタイトル     | 脚本       | 絵コンテ | 作画                | 放送日         |        |
| -------- | ---------------- | ---------- | -------- | ------------------- | -------------- | ------ |
| 第一話   | タロちゃん（再） | 熊本浩武   | 吉川兆二 | jimmy               | 2023年 7月10日 |        |
| 第二話   | 新縁の家         | 佐々木充郭 | 武藤聖馬 | 日暮桃花            | 7月17日        |        |
| 第三話   | 再生紙           | 吉川兆二   | 武藤聖馬 | 日暮桃花            | 7月24日        |        |
| 第四話   | あの時の         | 熊本浩武   | 吉川兆二 | 海老原優            | 7月31日        |        |
| 第五話   | ソロキャンプ     | 吉川兆二   | 武藤聖馬 | 日暮桃花            | 8月7日         |        |
| 第六話   | 白い花           | 山川典夫   | 武藤聖馬 | にしやまひろし&りえ | 8月14日        |        |
| 第七話   | ちがうよパパ     | 佐々木充郭 | 吉川兆二 | 海老原優            | 8月21日        |        |
| 第八話   | 推し活           | 佐々木充郭 | 武藤聖馬 | 武藤聖馬            | 8月28日        |        |
| 第九話   | 賽印             | 熊本浩武   | 吉川兆二 | 海老原優            | 9月4日         |        |
| 第十話   | 再恋駅           | 佐々木充郭 | 吉川兆二 | 武藤聖馬            | 9月11日        |        |
| 第十一話 | 再起動           | 吉川兆二   | 武藤聖馬 | にしやまひろし&りえ | 9月18日        |        |
| 第十二話 | 不幸中の幸い     | 山川典夫   | 武藤聖馬 | 武藤聖馬            | 9月25日        |        |
| 第十三話 | オルゴール       | 佐々木充郭 | 吉川兆二 | jimmy               | 10月2日        |        |

| 十二期   | 十二期             | 十二期     | 十二期   | 十二期                      | 十二期         | 十二期 |
| 話数     | サブタイトル       | 脚本       | 絵コンテ | 作画                        | 放送日         |        |
| -------- | ------------------ | ---------- | -------- | --------------------------- | -------------- | ------ |
| 第一話   | 開けなければ大丈夫 | 熊本浩武   | 吉川兆二 | jimmy                       | 2024年 1月15日 |        |
| 第二話   | ままごと           | 佐々木充郭 | 武藤聖馬 | 日暮桃花                    | 1月22日        |        |
| 第三話   | 黒豆               | 吉川兆二   |          | 川鍋政道                    | 1月29日        |        |
| 第四話   | 鏡                 | 佐々木充郭 | 吉川兆二 | 山川典夫                    | 2月5日         |        |
| 第五話   | 沈み地蔵           | 熊本浩武   |          | 海老原優                    | 2月12日        |        |
| 第六話   | 表札               | 青木砂織   | 武藤聖馬 | 日暮桃花                    | 2月19日        |        |
| 第七話   | いいね             | 佐々木充郭 |          | 川鍋政道                    | 2月26日        |        |
| 第八話   | 子削儀             | 熊本浩武   | 武藤聖馬 | にしやまひろし&りえ         | 3月4日         |        |
| 第九話   | 面会謝絶           | 佐々木充郭 | 武藤聖馬 | 日暮桃花                    | 3月11日        |        |
| 第十話   | 硯                 | 青木砂織   | 吉川兆二 | 海老原優                    | 3月18日        |        |
| 第十一話 | 読み聞かせ         | 佐々木充郭 | 吉川兆二 | 本郷詩乃 山川典夫 [ 注 14 ] | 3月25日        |        |
| 第十二話 | 形代               | 熊本浩武   | 吉川兆二 | jimmy                       | 4月1日         |        |
| 第十三話 | やすらぎ公園       | 吉川兆二   | 武藤聖馬 | にしやまひろし&りえ         | 4月8日         |        |

| 十三期   | 十三期           | 十三期     | 十三期   | 十三期              | 十三期         | 十三期 |
| 話数     | サブタイトル     | 脚本       | 絵コンテ | 作画                | 放送日         |        |
| -------- | ---------------- | ---------- | -------- | ------------------- | -------------- | ------ |
| 第一話   | エレガ           | 青木砂織   | 吉川兆二 | 山川典夫            | 2024年 7月15日 |        |
| 第二話   | 伝言板           | 佐々木充郭 | 武藤聖馬 | 日暮桃花            | 7月22日        |        |
| 第三話   | ブロマイド       | 佐々木充郭 | 吉川兆二 | にしやまひろし&りえ | 7月29日        |        |
| 第四話   | 喜乃娘茶         | 吉川兆二   | 飯塚貴士 | 海老原優            | 8月5日         |        |
| 第五話   | 引っ越しそば     | 熊本浩武   | 吉川兆二 | jimmy               | 8月12日        |        |
| 第六話   | ドライブイン     | 佐々木充郭 | 吉川兆二 | 岡田真・もと子      | 8月19日        |        |
| 第七話   | 8mm              | 吉川兆二   | 武藤聖馬 | 本郷詩乃            | 8月26日        |        |
| 第八話   | 笑い袋           | 熊本浩武   | 武藤聖馬 | 日暮桃花            | 9月2日         |        |
| 第九話   | 覗き穴           | 佐々木充郭 | 武藤聖馬 | jimmy               | 9月9日         |        |
| 第十話   | 址亡             | 熊本浩武   | 吉川兆二 | 海老原優            | 9月16日        |        |
| 第十一話 | 糸引きくじ       | 青木砂織   | 武藤聖馬 | 日暮桃花            | 9月23日        |        |
| 第十二話 | クラシックホテル | 小佐野彈   | 吉川兆二 | 山川典夫            | 9月30日        |        |
| 第十三話 | あの日の夢       | 熊本浩武   | 武藤聖馬 | jimmy               | 10月7日        |        |

| 十四期   | 十四期             | 十四期     | 十四期              | 十四期              | 十四期        | 十四期 |
| 話数     | サブタイトル       | 脚本       | 絵コンテ            | 作画                | 放送日        |        |
| -------- | ------------------ | ---------- | ------------------- | ------------------- | ------------- | ------ |
| 第一話   | 俺の彼女           | 佐々木充郭 | 竹谷和真            | 竹谷和真            | 2025年 1月5日 |        |
| 第二話   | てのて             | 青木砂織   | 吉川兆二            | 海老原優            | 1月12日       |        |
| 第三話   | 朝焼けの少女       | 佐々木充郭 | 今野直樹 あ可よろし | 今野直樹 あ可よろし | 1月19日       |        |
| 第四話   | 夜鷹の置き場       | 佐々木充郭 | 武藤聖馬            | 日暮桃花            | 1月26日       |        |
| 第五話   | パプリカ           | 吉川兆二   | 竹谷和真            | 竹谷和真            | 2月2日        |        |
| 第六話   | 嘘と実             | 佐々木充郭 | 吉川兆二            | jimmy               | 2月9日        |        |
| 第七話   | 中古車             | 熊本浩武   | 武藤聖馬            | 日暮桃花            | 2月16日       |        |
| 第八話   | クレーン           | 佐々木充郭 | 吉川兆二            | 岡田もと子          | 2月23日       |        |
| 第九話   | 願還り             | 熊本浩武   | 武藤聖馬            | にしやまひろし&りえ | 3月2日        |        |
| 第十話   | 弁護人             | 吉川兆二   | 竹谷和真            | 竹谷和真            | 3月9日        |        |
| 第十一話 | 散ら嗣             | 熊本浩武   | 武藤聖馬            | 日暮桃花            | 3月16日       |        |
| 第十二話 | 沈む人             | 青木砂織   | 吉川兆二            | 山川典夫            | 3月23日       |        |
| 第十三話 | タロちゃん（再々） | 熊本浩武   | 吉川兆二            | jimmy               | 4月6日        |        |

## 放送局
| 放送期間                | 放送時間                     | 放送局     | 放送地域   | 備考                      |
| 一期                    | 一期                         | 一期       | 一期       | 一期                      |
| ----------------------- | ---------------------------- | ---------- | ---------- | ------------------------- |
| 2013年7月15日 - 9月30日 | 月曜 2:15 - 2:21（日曜深夜） | テレビ東京 | 関東広域圏 |                           |
| 2013年8月4日 - 10月27日 | 日曜 17:55 - 18:00           | AT-X       | 日本全域   | CS放送 / リピート放送あり |
| 二期                    |                              |            |            |                           |
| 2014年7月7日 - 9月29日  | 月曜 2:35 - 2:41（日曜深夜） | テレビ東京 | 関東広域圏 |                           |
| 2014年8月3日 - 10月28日 | 日曜 18:25 - 18:30           | AT-X       | 日本全域   | CS放送 / リピート放送あり |
| 三期                    |                              |            |            |                           |
| 2016年1月11日 - 4月4日  | 月曜 2:35 - 2:40（日曜深夜） | テレビ東京 | 関東広域圏 |                           |
| 四期                    |                              |            |            |                           |
| 2017年1月16日 - 3月27日 | 月曜 2:05 - 2:10（日曜深夜） | テレビ東京 | 関東広域圏 |                           |
| 五期                    |                              |            |            |                           |
| 2017年7月3日 - 10月2日  | 月曜 3:05 - 3:10（日曜深夜） | テレビ東京 | 関東広域圏 | あにてれ1週間先行配信     |
| 六期                    |                              |            |            |                           |
| 2018年7月6日 - 9月28日  | 日曜 4:00 - 4:05（土曜深夜） | テレビ東京 | 関東広域圏 | あにてれ1週間先行配信     |
| 七期                    |                              |            |            |                           |
| 2019年7月8日 - 9月30日  | 月曜 3:05 - 3:10（日曜深夜） | テレビ東京 | 関東広域圏 | あにてれ1週間先行配信     |
| 八期                    |                              |            |            |                           |
| 2021年1月11日 - 4月5日  | 月曜 3:05 - 3:10（日曜深夜） | テレビ東京 | 関東広域圏 | あにてれ1週間先行配信     |
| 2021年1月13日 - 4月7日  | 水曜 23:25 - 23:30           | AT-X       | 日本全域   | CS放送 / リピート放送あり |
| 九期                    |                              |            |            |                           |
| 2021年7月12日 - 10月4日 | 月曜 3:05 - 3:10（月曜深夜） | テレビ東京 | 関東広域圏 |                           |
| 2021年7月15日 - 10月7日 | 木曜 22:00 - 22:05           | AT-X       | 日本全域   | CS放送 / リピート放送あり |
| 十期                    |                              |            |            |                           |
| 2022年1月10日 - 4月4日  | 月曜 2:35 - 2:40（日曜深夜） | テレビ東京 | 関東広域圏 |                           |
| 2022年1月13日 - 4月7日  | 木曜 22:00 - 22:05           | AT-X       | 日本全域   | CS放送 / リピート放送あり |
| 十一期                  |                              |            |            |                           |
| 2023年7月10日 - 10月2日 | 月曜 2:35 - 2:40（日曜深夜） | テレビ東京 | 関東広域圏 |                           |
| 2023年7月13日 - 10月5日 | 木曜 22:10 - 22:15           | AT-X       | 日本全域   | CS放送 / リピート放送あり |
| 十二期                  |                              |            |            |                           |
| 2024年1月15日 - 4月8日  | 月曜 2:35 - 2:40（日曜深夜） | テレビ東京 | 関東広域圏 |                           |
| 十三期                  |                              |            |            |                           |
| 2024年7月15日 - 10月7日 | 月曜 2:50 - 2:55（日曜深夜） | テレビ東京 | 関東広域圏 |                           |
| 十四期                  |                              |            |            |                           |
| 2025年1月5日 -          | 日曜 2:50 - 2:55（土曜深夜） | テレビ東京 | 関東広域圏 |                           |

## 短編小説
「噂」という名の短編小説が公式サイトにて掲載された。
| サブタイトル       | 公開日         |
| 一期               | 一期           |
| ------------------ | -------------- |
| 音                 | 2013年 7月11日 |
| 屋上               | 7月28日        |
| 試着室             | 8月7日         |
| 死風船             | 8月14日        |
| 隙間               | 8月28日        |
| ロッカーの中       | 9月4日         |
| 鏡子               | 9月11日        |
| 黒焦げ人形         | 9月18日        |
| 逆様               | 9月25日        |
| 犬                 | 10月6日        |
| 濡れ子             | 10月13日       |
| トンネル           | 10月21日       |
| 身代わり地蔵       | 10月28日       |
| 二期               |                |
| 布団               | 2014年 3月2日  |
| ブランコ           | 3月27日        |
| 赤いハイヒール     | 4月9日         |
| 老婆と猫           | 4月16日        |
| 来る               | 4月23日        |
| トランクの中       | 4月30日        |
| 隣の子             | 5月7日         |
| カーテンの向こう   | 5月14日        |
| 鶴                 | 5月21日        |
| 障子の穴           | 5月28日        |
| てるてる坊主       | 6月4日         |
| 視線               | 6月11日        |
| かんかん様         | 6月18日        |
| 肉瘤               | 6月25日        |
| 押し入れ           | 7月2日         |
| 三期               |                |
| 試着               | 2016年 1月13日 |
| 踏切               | 1月20日        |
| お家へ帰ろう       | 1月27日        |
| ゴロゴロ           | 2月3日         |
| 冬猫               | 2月10日        |
| 轟音               | 2月17日        |
| 歯                 | 2月24日        |
| 用務員さんのお仕事 | 3月2日         |
| ジェットコースター | 3月9日         |
| 深夜番組           | 3月16日        |
| 言いたい口         | 3月23日        |
| 真っ赤な竹         | 3月30日        |

## 漫画
- 『月刊ビッグガンガン 2014Vol.10』（スクウェア・エニックス刊）より複数の作家による3号連続短期集中連載で、『闇芝居（キ）』が連載され、全ガンガンオリジナルの13の噂が掲載された[注 18]。
- 『ちゃおDX』2016年1月号で坂元勲の作画によってコミカライズ掲載され、ちゃおホラーコミックスからコミックス発売された[注 19]。

## カプセルトイ
闇芝居 恐怖グッズコレクション
タカラトミーアーツより2014年5月にカプセル販売。駄菓子屋にあったチープトイがモチーフになっている。
ラインナップ
- 恐怖！闇芝居シール
- 戦慄！肉塊字消し
- 怪奇！闇芝居スタンプ
- 封印！御札付箋
- 驚愕！パッチン闇ガム〜その壱〜
- 驚愕！パッチン闇ガム〜その弐〜
- 驚愕！ビックリ闇箱

## パチスロ
パチスロ 闇芝居
ネットよりパチスロ（Aタイプ）が2018年9月に導入。BIGボーナス中は、アニメ一-三期を全編フルで観られ、またスペシャルボタンで筋肉少女帯の楽曲も流れる。
イメージソング「わけあり物件」
作詞 - 大槻ケンヂ / 作曲 - 橘高文彦 / 歌 - 筋肉少女帯

## テレビドラマ
『闇芝居(生)』（やみしばい・いき）のタイトルで、2020年9月10日（9日深夜）から11月26日（25日深夜）まで、テレビ東京の「水ドラ25」枠内にて放送され、その後はTVer等で夏季限定でネット配信されている。
尚、単なるテレビドラマではなく何枚もの写真を使用するという独特の手法で制作しており、風景画とスタジオで撮影したキャストの姿を組み合わせ、様々な加工を加えて、コラージュした写真で表現する独特の描写でドラマを作り後から声をアフレコして作品を作っており、アニメ作品のリメイクから新作による3本のショートストーリーの構成となっている
監督はアニメ版にも携わった井口昇で、井口いわく「ただ「実写版」というと、アニメ版を生身の俳優さんでなぞっただけのドラマを想像されて「あの紙芝居的な良さがなくなるんじゃないの?」と不安がる方もいると思いますが、安心してください。なんと今をときめく俳優さんが勢揃いし、写真アニメーションとして「闇芝居」の世界にそのまま入り込むのです。紙芝居のような懐かしさのあるビジュアル世界に、最新デジタル技術で人気者のキャストがインストールされた映像は、想像の上をいく驚きと怖さに満ちているので期待してください!そして「生」ならではの見所は美男美少女のキャストが嬉々としながら大胆に演じた「恐怖顔」と「悲鳴顔」です。推しの役者さんによる「恐怖に怯える姿」を堪能するのもホラー作品の醍醐味ですよ!アニメ版の名作のリメイクや、かなり過激度の高い新作エピソードを、視聴者の想像を超えるアプローチで毎回怖がらせていきますので、ぜひ楽しみにしててください！誰も観た事のない新時代の恐怖が待ってます。」とコメントしている。

### キャスト
- 相沢梨紗[204]
- 一ノ瀬竜[204]
- 岩上隼也[204]
- 宇田川宰[204]
- 階戸瑠李[204]
- 鹿目凛[204]
- 岸野聡子[204]
- 北川尚弥[204]
- 君沢ユウキ[204]
- 桜木梨奈[204]
- 佐藤永典[204]
- 佐藤貴史[204]
- 佐奈宏紀[204]
- 篠田諒[204]
- 白石優愛[204]
- 白又敦[204]
- 杉江大志[204]
- 世古口凌[204]
- 髙﨑俊吾[204]
- 髙橋郁哉[204]
- 田中稔彦[204]
- 谷佳樹[204]
- 十味[204]
- 中村朱里[204]
- 中村守里[204]
- 西川俊介[204]
- 橋本祥平[204]
- 濱正悟[204]
- 雛形羽衣[204]
- 平野良[204]
- 深澤大河[204]
- 的場華鈴[204]
- 宮澤佑[204]
- 留奥麻依子[204]

### スタッフ（テレビドラマ）
- 原作 - アニメ「闇芝居」[204]
- 監督 - 井口昇[204]、熊谷祐紀[204]、大野大輔[204]
- 脚本 - 井口昇[204]、岸野聡子[204]、熊本浩武[204]、佐々木充郭[204]、山口綾子[204]
- ストーリーテラー - 津田寛治（紙芝居屋）[205]
- 予告ナレーション - 三枝貴志
- 音楽・効果 - 創音
- アクション - カラサワイサオ
- 特殊メイク・特殊造型 - 石野大雅
- プロダクション統括 - 福田裕彦
- チーフプロデューサー - 森田昇[204]（テレビ東京）
- プロデューサー - 漆間宏一[204]（テレビ東京）、船田晃[204]
- 制作プロデューサー - 福井真奈
- VFXスーパーバイザー - 亀山勇一（レオン・スタジオ）
- VFX協力 - 兼子昌也
- 製作 - テレビ東京[204]、ディアステージ[204]、「闇芝居（生）」製作委員会[204]

### 主題歌（テレビドラマ）
- オープニングテーマ「ブロードウェイ」（日本コロムビア）[205]

作詞・作曲・歌 - THE PINBALLS
- エンディングテーマ「凍える」（JVCケンウッド・ビクターエンタテインメント）[205]

作詞 - 櫻井敦司 / 作曲 - 星野英彦 / 歌 - BUCK-TICK

### 各話リスト
太字はおまけ的エピソードで超短編ストーリーで、1本目のエピソードの後に放送。オープニングでは紹介されず、エンディングで紹介されている。他のサブタイトルがフィルム映画のような入り方で紹介されるのに対し、映像の中でサブタイトルが紹介されている。
| 話数              | 放送日         | サブタイトル       | 主なキャスト               | 監督     | 脚本       |
| ----------------- | -------------- | ------------------ | -------------------------- | -------- | ---------- |
| 第一話            | 2020年 9月10日 | お札女             | 髙﨑俊吾                   | 井口昇   | 熊本浩武   |
| 第一話            | 2020年 9月10日 | 倦怠期             | 平野良                     | 井口昇   | 佐々木充郭 |
| 第一話            | 2020年 9月10日 | お隣さん           | 西川俊介                   | 大野大輔 | 岸野聡子   |
| 第一話            | 2020年 9月10日 | 押入れ             | 宇田川宰                   | -        | 井口昇     |
| 第二話            | 9月17日        | 友無洞             | 深澤大河、杉江大志         | 熊谷祐紀 | 佐々木充郭 |
| 第二話            | 9月17日        | 闇灯り             | 篠田諒                     | 井口昇   | 岸野聡子   |
| 第二話            | 9月17日        | 雷客               | 髙﨑俊吾                   | 井口昇   | 佐々木充郭 |
| 第二話            | 9月17日        | 手形               | 岩上隼也                   | -        | 佐々木充郭 |
| 第三話            | 9月24日        | 不在票             | 一ノ瀬竜、雛形羽衣         | 井口昇   | 山口綾子   |
| 第三話            | 9月24日        | 枯れない花         | 君沢ユウキ、鹿目凛         | 井口昇   | 岸野聡子   |
| 第三話            | 9月24日        | 矛盾               | 平野良、的場華鈴           | 井口昇   | 熊本浩武   |
| 第四話            | 10月 1日       | エレベーターの女   | 鹿目凛、西川俊介           | 井口昇   | 佐々木充郭 |
| 第四話            | 10月 1日       | カセットテープ     | 杉江大志                   | 熊谷祐紀 | 熊本浩武   |
| 第四話            | 10月 1日       | お届け物           | 佐奈宏紀                   | 熊谷祐紀 | 熊本浩武   |
| 第四話            | 10月 1日       | 待合室             | 白石優愛、岸野聡子         | -        | 岸野聡子   |
| 第五話            | 10月 8日       | 台所               | 北川尚弥                   | 井口昇   | 井口昇     |
| 第五話            | 10月 8日       | 舌                 | 谷佳樹、相沢梨沙           | 井口昇   | 熊本浩武   |
| 第五話            | 10月 8日       | 指輪               | 中村朱里、十味             | 井口昇   | 山口綾子   |
| 第五話            | 10月 8日       | 鳥葬               | 沢井正棋                   | -        | 熊谷祐紀   |
| 第六話            | 10月15日       | 工作人形           | 北川尚弥、中村朱里         | 井口昇   | 井口昇     |
| 第六話            | 10月15日       | 遠吠え             | 濱正悟、橋本祥平           | 井口昇   | 佐々木充郭 |
| 第六話            | 10月15日       | 黒べべ             | 一ノ瀬竜、鹿目凛           | 井口昇   | 佐々木充郭 |
| 第六話            | 10月15日       | 日本人形           | 山口綾子                   | -        | 岸野聡子   |
| 第七話            | 10月22日       | おみにえさん       | 橋本祥平                   | 熊谷祐紀 | 熊本浩武   |
| 第七話            | 10月22日       | 挨拶               | 白又敦、田中稔彦           | 井口昇   | 井口昇     |
| 第七話            | 10月22日       | 家族写真           | 濱正悟                     | 井口昇   | 井口昇     |
| 第七話            | 10月22日       | 赫い糸             | 沢井正棋                   | -        | 熊谷祐紀   |
| 第八話            | 10月29日       | 家庭教師           | 中村守里、宮澤佑、世古口凌 | 井口昇   | 佐々木充郭 |
| 第八話            | 10月29日       | 風知               | 佐藤永典、留奥麻依子       | 井口昇   | 佐々木充郭 |
| 第八話            | 10月29日       | 惨拝               | 沢井正棋、鹿目凛           | 井口昇   | 熊本浩武   |
| 第八話            | 10月29日       | カーブミラー       | 山口綾子                   | -        | 井口昇     |
| 第九話            | 11月 5日       | 咲暗               | 佐奈宏紀、白石優愛         | 井口昇   | 熊本浩武   |
| 第九話            | 11月 5日       | 袋女               | 佐藤永典、中村朱里         | 大野大輔 | 佐々木充郭 |
| 第九話            | 11月 5日       | 家訓               | 佐藤貴史、階戸瑠李         | 熊谷祐紀 | 熊本浩武   |
| 第九話            | 11月 5日       | シーソー           | 階戸瑠李                   | -        | 井口昇     |
| 第十話            | 11月12日       | 女のカゲ           | 雛形羽衣、西川俊介         | 井口昇   | 岸野聡子   |
| 第十話            | 11月12日       | 空席               | 白又敦、相沢梨沙           | 熊谷祐紀 | 熊本浩武   |
| 第十話            | 11月12日       | 傘神様             | 篠田諒、深澤大河           | 井口昇   | 熊本浩武   |
| 第十話            | 11月12日       | 会議室             | 宇田川宰                   | -        | 井口昇     |
| 第十一話          | 11月19日       | 山曳呼             | 白又敦、的場華鈴           | 熊谷祐紀 | 熊本浩武   |
| 第十一話          | 11月19日       | ベランダ           | 深澤大河、佐藤貴史         | 井口昇   | 山口綾子   |
| 第十一話          | 11月19日       | 妹の部屋           | 橋本祥平、中村守里         | 熊谷祐紀 | 佐々木充郭 |
| 第十一話          | 11月19日       | しりとり           | -                          | -        | 山口綾子   |
| 第十一話          | 11月19日       | 捕獲機             | -                          | -        | 熊谷祐紀   |
| 第十二話 (最終話) | 11月26日       | 中身               | 佐藤貴史                   | 井口昇   | 熊本浩武   |
| 第十二話 (最終話) | 11月26日       | 花占い             | 君沢ユウキ                 | 井口昇   | 岸野聡子   |
| 第十二話 (最終話) | 11月26日       | 眠れない二人       | 谷佳樹、相沢梨沙、十味     | 井口昇   | 佐々木充郭 |
| 第十二話 (最終話) | 11月26日       | 踊り場で泣いてる女 | 高橋郁哉                   | -        | 佐々木充郭 |

## 備考
- 『おそ松さん』第13話「実松さん」は本作品の三期を元ネタにしている[206]。